# Stenenwal (Maastricht)
De Stenenwal is een straat, kade en voormalige stadswal langs de rivier de Maas in het stadsdeel Wyck in de Nederlandse stad Maastricht. De kademuur is een overblijfsel van de middeleeuwse stadsmuur van Wyck, die oorspronkelijk enkele meters hoger was. In de negentiende eeuw was met name het zuidelijk deel van de straat en de aangrenzende buurt sterk verkrot. Begin 21e eeuw is de Stenenwal een rustige wandel- en fietsstraat zonder doorgaand gemotoriseerd verkeer. Aan de kade liggen vijf rijksmonumenten en zes gemeentelijke monumenten.

## Naamgeving en ligging
De benaming 'Stenenwal' dateert mogelijk uit de middeleeuwen en verwijst naar de stenen verdedigingsmuur langs de Maas aan de Wyckse kant, die waarschijnlijk in de veertiende eeuw tot stand kwam. De oudste schriftelijke vermelding van de straatnaam 'Stenenwal' dateert echter (in Franse vertaling) uit het midden van de negentiende eeuw. Op een plattegrond uit omstreeks 1850 wordt het eerste gedeelte van de kade ten zuiden van de Wycker Brugstraat  – in het Frans – aangegeven als Rue le long du Rempart ("Straat langs de wal"). Dat is wat vreemd, omdat hier reeds eeuwenlang een Cörverstraat lag. Door de verwijdering van een deel van de aarden stadswal aan de binnenzijde van de stadsmuur (1869) werd de Cörversstraat verbreed en op 22 januari 1903 officieel hernoemd naar Cörversplein, naar de cörvers, korvers of mandenmakers, die hier ooit woonden.. De naam verwijst mede naar de verdwenen Körverpoort, die de Maasbrug op de rechteroever beschermde. Vanaf de Wycker Smedenstraat tot aan de hoge Maaspunttoren heette midden negentiende eeuw het zuidelijk deel Rempart de pierre ("Stenen wal").
Noordelijk van de Sint Servaasbrug bevindt zich, in het verlengde van Stenenwal en Cörversplein, de Oeverwal, met een vergelijkbare ontstaansgeschiedenis. Aan de overkant van de Maas ligt de Onze Lieve Vrouwewal, die nog min of meer de oorspronkelijke hoogte heeft. Door een opschuiven van de bedding van de rivier naar het oosten ligt deze inmiddels meer landinwaarts en niet meer aan de oever van de Maas.
De Stenenwal ligt in het stadsdeel Wyck, het op de rechter Maasoever gelegen deel van het Maastrichtse centrum. De straat loopt min of meer van noord naar zuid tussen Cörversplein en Maaspunttoren. Het precieze begin- en eindpunt van de straat is niet altijd constant geweest. Aan de noordzijde herinnert de huisnummering nog aan de situatie vóór 1903. De huizen aan het Cörversplein zijn doorlopend genummerd 1 t/m 14; de nummering van de aansluitende bebouwing aan de Stenenwal begint bij 15. Aan de zuidzijde werd, eveneens in 1903, het deel vanaf de Ruiterij (?) hernoemd naar Maaspuntweg, naar de hoge Maaspunttoren, die toen gerestaureerd werd. In 1993 is in het kader van de herontwikkeling van het Céramiqueterrein dit deel van de Maaspuntweg (nabij Hotel Maastricht) officieel weer bij de Stenenwal gevoegd. Aan de westzijde van de kade loopt de rivier de Maas. Aan de oostzijde bevonden zich historisch gezien zes zijstraatjes. Door wijksanering zijn het er nu nog vier, en een plein. Van noord naar zuid zijn dat:
- Wycker Smedenstraat, op negentiende-eeuwse plattegronden: Rue des Maréchaux ('straat van de maarschalken'). Vanaf de Stenenwal, in de negentiende eeuw Rempart de Pierre, uitkomend in de zuidelijke Rechtstraat (Rue Droite); raadsbesluit naamgeving 4 september 1968.[9]
- Kaleminkstraat, in de negentiende eeuw: Rue Calemine. Vanaf de Stenenwal uitkomend in de zuidelijke Rechtstraat.
- Waterpoort, in de negentiende eeuw: Rue Porte d'Eau, genoemd naar de Wycker Waterpoort. Loopt vanaf de Stenenwal ter hoogte van de Wycker Waterpoort naar de zuidzijde van de Rechtstraat, aansluitend op de Hoogbrugstraat (Rue haut Pont).
- Ruiterij, in de negentiende eeuw Rue du Cavalier. Liep vanaf de Stenenwal iets ten zuiden van de Wycker Waterpoort uitkomend het kruispunt Wycker Grachtstraat (Rue du Fossé) en Hoogbrugstraat. De straatnaam is behouden gebleven, maar de locatie gewijzigd.
- Wycker Grachtje, in de negentiende eeuw Rue du Graatje (Maastrichts: 't Gröätsje). Liep vanaf de Stenenwal naar de verdwenen Blekerijstraat (Rue de la Blancherie). Het Wycker Grachtje kwam eveneens uit op het kruispunt Wycker Grachtstraat en Hoogbrugstraat. De straatnaam is behouden gebleven, maar de locatie gewijzigd. Aan de noordzijde lag hier het slop Molenzak / Molentje (Cul de sac du Moulin; Maastrichts: 't Meuleke).
- Hoge Barakken, in de negentiende eeuw Haute Casernes. Liep van de hoge Maaspunttoren aan het eind van de Stenenwal naar het oosten. De straatnaam is behouden gebleven, de locatie gewijzigd.
- Plein 1992, nieuwbouw na wijksanering.

Het Wycker Grachtje en Plein 1992 zijn uitsluitend voor voetgangers toegankelijk, terwijl Wycker Smedenstraat en Kaleminkstraat te smal zijn voor autoverkeer.

## Verkeer en inrichting
Stenenwal is ongeveer driehonderd meter lang en op de meeste plaatsen drie tot vijf meter breed. De breedte varieert nogal vanwege de verspringende rooilijn en vanwege de aanwezigheid van de Waterpoort, de enige bebouwing aan de westzijde. Op het smalste punt, tussen de poort en het pand Waterpoort 8, is de doorgang minder dan twee meter breed. In de gehele straat is gemotoriseerd verkeer, inclusief brom- en snorfietsen, in beide richtingen verboden, met uitzondering van bewonersverkeer en, op bepaalde tijdstippen, laden en lossen. Parkeren is nergens toegestaan. Feitelijk heeft de hele straat de bestemming fiets- en wandelstraat. De kade is geplaveid met in waaiervorm gelegde kasseien. Op een smalle strook langs het water zijn een antieke balustrade en straatlantaarns in historiserende stijl geplaatst. De strook is op afwijkende wijze bestraat, maar is te smal om als trottoir dienst te doen. Alleen in het noordelijk deel is aan de kant van de bebouwing (nrs. 15 t/m 18) een smal trottoir aanwezig, bestraat met ruitvormig gelegde, natuurstenen tegels.

## Geschiedenis

### Romeinse tijd en vroege middeleeuwen

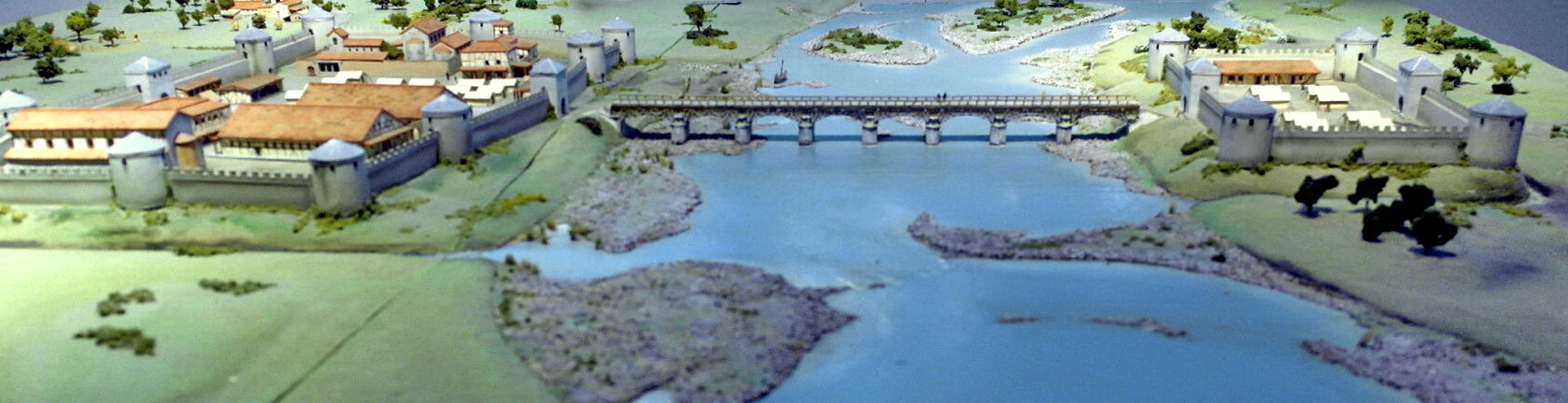
De Romeinse brug van Maastricht met links het bewezen Castellum van Maastricht; rechts het hypothetische castellum van Wyck

Archeologische waarnemingen in de omgeving van Stenenwal/Rechtstraat/Hoogbrugstraat tonen aan dat dit gebied in de Romeinse tijd en in de vroege middeleeuwen spaarzaam bewoond was. De aard en omvang van de Romeinse nederzetting op de rechter Maasoever zijn nog nauwelijks onderzocht. Wel is duidelijk dat de bewoning in dit gebied direct gerelateerd was aan het bestaan van de Romeinse brug, die op de (oostelijke) rechteroever aanlandde ter hoogte van Stenenwal 15, maar dan een kleine zestig meter naar het westen. De plek van de aanlanding ligt dan ook ongeveer in het midden van de huidige rivierbedding. Door riviererosie is de Maasoever aan deze zijde in de loop der eeuwen tientallen meters oostwaarts opgeschoven, waarbij waarschijnlijk restanten van Romeins Wyck verloren zijn gegaan. Bij een duikcampagne naar de Romeinse brug in 1963-1964 werd in de rivierbedding de vermoedelijke Wycker oever aangetroffen, bestaande uit een rij van circa veertig zeer grote kalkstenen blokken, die in een duidelijk verband geplaatst waren. Dat er in de laat-Romeinse tijd bij het bruggenhoofd op de Wycker oever een ommuurde versterking zou hebben gelegen, vergelijkbaar met het deels opgegraven Castellum op de linkeroever, is slechts een nog onbewezen hypothese.
De Romeinse hoofdweg van Boulogne-sur-Mer naar Keulen, pas sinds eind twintigste eeuw Via Belgica genoemd, boog na de brug aan de Wyckse zijde direct af naar het noordoosten, kruiste ter hoogte van de latere Sint-Martinuskerk de kop van de latere Rechtstraat, om zijn weg via het Geuldal verder oostwaarts te vervolgen. Een zuidelijke aftakking vanaf de brug richting Aken ontstond waarschijnlijk in de zevende of achtste eeuw. Deze volgde het tracé Hoogbrugstraat-Akerstraat-Scharnerweg en werd in later eeuwen aangeduid als Oude Akerweg. Hoewel er geen harde bewijzen voor zijn, is het aannemelijk dat Wyck zijn naam dankt aan zijn vroegmiddeleeuwse status van haven (portus) en handelsnederzetting (vicus). Hoe die haven en nederzetting eruitzagen, en of de Stenenwal daar deel van uitmaakte, is niet bekend. Dat er enige handelsbedrijvigheid plaatst vond, blijkt uit het gegeven dat tijdens opgravingen in de huidige wijk Céramique in 1991 vier pottenbakkersovens uit de zesde en zevende eeuw werden aangetroffen, iets ten oosten van de Maaspunttoren.

### Late middeleeuwen enancien régime
De voorstad Wyck was in de middeleeuwen altijd veel kleiner dan het stadsdeel op de linker Maasoever. In feite bestond Wyck toen uit twee hoofdstraten: de min of meer parallel aan de Maas lopende Rechtstraat en de dwars daarop gepositioneerde Hoogbrugstraat. Volgens de Maastrichtse stadsarcheoloog Titus Panhuysen werd deze kleine woonkern desondanks al aan het einde van de twaalfde eeuw beschermd door een aarden verdedigingswal met palissaden en een gracht. De straatnamen Wycker Grachtstraat en Wycker Grachtje herinneren aan het tracé van deze eerste omwalling, waarvan de noordelijke begrenzing gevormd werd door de Wycker Pastoorstraat. Of de aarden omwalling zich ook voortzette langs de Maas is onwaarschijnlijk. Mogelijk bevonden zich ter plekke van de Stenenwal en Oeverwal laad- en losfaciliteiten voor schepen.
In 1275 stortte tijdens een processie de oude Maasbrug in. Waarschijnlijk betrof dit een van de opvolgers van de Romeinse brug van Maastricht, al dan niet gebouwd op dezelfde locatie. Tussen 1280 en 1298 werd ten noorden van de Romeinse brug de huidige Maasbrug gebouwd, die pas sinds de aanleg van de Wilhelminabrug (1932) Sint Servaasbrug heet. Waarschijnlijk werd in die jaren ook de Körverpoort gebouwd, die als verdedigbare toegangspoort voor de nieuwe brug fungeerde. Enkele huizen werden tegen de poort aangebouwd en grensden direct aan het water.
Over het precieze bouwjaar van de eerste stenen stadsmuur van Wyck bestaat geen zekerheid. Mogelijk was dat ergens in de eerste helft van de veertiende eeuw, min of meer tegelijkertijd met de bouw van de tweede middeleeuwse stadsmuur op de linker Maasoever. In 1318 vermeldt de kroniek van de Landen van Overmaas dat hertog Jan III van Brabant toestemming gaf een stenen muur om Wyck te bouwen. Het met een aarden wal versterkte Wyck was toen wellicht wel al voorzien van stenen stadspoorten. Bij een belegering door Walram de Rosse van Valkenburg in 1284 (tijdens de Limburgse Successieoorlog) bleken de versterkingen van Wyck dusdanig effectief, dat de aanval kon worden afgeslagen. Meer details zijn er over de bouw van de stenen stadsmuur van Wyck niet bekend. Wel is zeker dat deze zich met een of meer poorten als verhoogde kademuur voortzette langs de Maas, waardoor de voorheen open handelsnederzetting werd afgesloten van de rivier. De verdediging van de Wycker stadsmuur was in 1465 de verantwoordelijkheid van de Wyckenaren zelf, met uitzondering van de Maasmuur "tot Symon Mertens-porten toe", die werd bemand door de kerspellen van Sint-Amor en Sint-Evergislus, beide van de overkant.

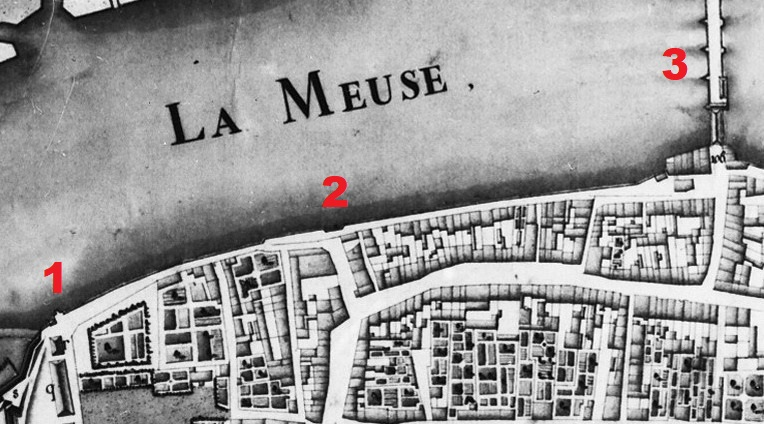
De Stenenwal op een Franse plattegrond uit ca. 1748. 1 Maaspunttoren; 2 Wycker Waterpoort; 3 Maasbrug

De muur langs de Maas moest, mede door de sterke riviererosie, in de loop der eeuwen diverse malen worden hersteld. In 1630 kreeg de stadswerkmeester opdracht om de muurbogen aan de stadszijde, die door bewoners voor verschillende doeleinden werden gebruikt, dicht te metselen. Tien jaar later kregen huiseigenaren aan de Rechtstraat te horen, dat de "achterquartieren" van hun huizen "aen den Maescant" dienden te worden afgebroken ten behoeve van een nieuw op te trekken, 85 roeden (ca. 500 m) lange wal. De straten Oeverwal en Stenenwal zijn mogelijk rond deze tijd ontstaan of opnieuw aangelegd, hoewel de percelen die hier lagen tot in de negentiende eeuw met hun hoofdadres werden aangeduid als gelegen aan de Rechtstraat.
In 1851 was de hoogte van de muur 6,65 tot 7,30 meter, waarschijnlijk gemeten vanaf de waterspiegel bij laag water. De muur was gebouwd van kolenzandsteen, zoals men aan de rivierzijde nog kan zien, en bevatte aan de stadszijde, zoals hierboven vermeld, rondbogige muurnissen. Aan weerszijden van de Körverpoort lagen in de muur diverse poternes (waterpoortjes), die in geval van oorlog eenvoudig dichtgemetseld konden worden. Van de meeste is de exacte locatie niet bekend. Tegenover de Wycker Smedenstraat lag in 1377 de 'Drencporte', mogelijk gebruikt om het vee te drenken, en wellicht identiek met het in 1695 vermelde Sint-Antoniuspoortje aan de Cörverstraat. De nog bestaande Wycker Waterpoort, ook wel Kolenpoort of Simon Mertenspoort genoemd, wordt gerekend tot de hoofdpoorten. De houthandelaar Simon Mertens, in 1394 genoemd als raadslid, woonde vlak bij deze poort en maakte er wellicht gebruik van om houtvoorraden per schip te transporteren. Begin negentiende eeuw – maar waarschijnlijk al eerder – bevond zich bij de Wycker Waterpoort, parallel aan de Maasoever, een circa dertig meter lange aanlegsteiger. In 1751 wordt in de Raadsverdragen melding gemaakt van maatregelen tot herplaatsing van twee aldaar weggespoelde 'pilaeren' (bolders?). Een rekwest tot het aanleggen ter plekke van een losplaats, leidde in 1819 tot een bouwplan met bijbehorende begroting.

### Negentiende eeuw
Op de kadastrale minuutkaart uit circa 1823 zijn alle percelen aan de Stenenwal en zijstraatjes nauwkeurig ingetekend. In combinatie met de kadastergegevens van 1842 valt op te maken wie de eigenaar van een perceel was en welke bestemming er aan verbonden was. Goed te zien is dat Wyck-zuidwest een dichtbevolkt gebied was, een doolhof van stegen en sloppen. De overbevolking in dit deel van Wyck zou in de loop van de negentiende eeuw door ruimtegebrek en industrialisering alleen maar toenemen. Opvallend zijn de vele brouwerijen en destilleerderijen, zoals de jeneverstokerij van Rouffaer en het wijnpakhuis annex suikermolen van Lallemand.
De ondernemer Wijnand Nicolaas Clermont richtte in 1851 met zijn zwager Charles Chainay de aardewerkfabriek Clermont & Chainay op. De fabriek was aanvankelijk gevestigd in een voormalige barak bij de Maaspunttoren. Van het ministerie van Oorlog werd toestemming verkregen om een poterne - een nieuwe waterpoort - uit te breken in de kademuur. Deze 'Poort van Clermont' was circa 3 m hoog en 5,5 m breed. Ze lag aan het einde van een fabrieksspoorlijntje en gaf toegang tot een loskade aan de Maas. De poort werd later toegemetseld, maar is nog herkenbaar in de muur aan de Maaszijde, zij het dat ze door de kanalisatie van de Maas nu voor de helft onder water ligt Uit de onderneming van Clermont & Chainay kwam in 1863 de Société Céramique voort. Dit bedrijf was verreweg de grootste werkgever in Wyck. De expansie voltrok zich aanvankelijk op het terrein aan de Hoge Barakken en na het opheffen van de vestingstatus ook op de gesloopte vestingwerken ten zuiden van Wyck.
De opheffing van de vesting Maastricht in 1867 had ten gevolge dat grote delen van de middeleeuwse stadsmuren en buitenwerken werden afgebroken. De circa zes meter hoge Maasmuur in Wyck werd in de periode 1869-1894 over de gehele lengte verlaagd tot een balustrade op straatniveau. Begonnen werd in 1869 met het gedeelte ten noorden van de Maasbrug, het zuidelijke deel van de Oeverwal. In 1882 volgde de rest van de Oeverwal. In 1890 was de Stenenwal aan de beurt, waarbij ook de Wycker Waterpoort werd gesloopt. Naar verluidt gebeurde dat in opdracht van de gemeente ten behoeve van de verbreding van de rijweg naar de woning van Victor Jaunez, directeur van de Société Céramique. Enkele jaren later moest de poort op bevel van het Rijk worden herbouwd. Pierre Cuypers maakte daarvoor het 'verbeterde' ontwerp, inclusief niet-oorspronkelijke kantelen in pseudo-middeleeuwse stijl.

### Twintigste eeuw
Op instigatie van Victor de Stuers restaureerde de stadsarchitect Willem Sprenger in 1911-1913 de zeer vervallen Maaspunttoren, waarbij onder andere de met mergelblokken dichtgemetselde torenromp werd uitgebroken. De gerestaureerde toren stond daarna decennialang geïsoleerd aan het eind van een doodlopende weg (de op 22 januari 1903 benoemde Maaspuntweg), tegen het decor van de sombere fabrieksmuur en rokende schoorstenen van de Société Céramique.
Hoewel uitputtend onderzoek ontbreekt, is bekend dat Wyck-zuid aan het begin van de twintigste eeuw het armste deel van de Sint-Martinusparochie was, dichtbevolkt en met relatief veel huurkazernes. Vooral de zijstraatjes van het zuidelijk deel van de Stenenwal hadden een slechte reputatie. De woonomstandigheden in stegen als 't Gräötsje (Wycker Grachtje), 't Meuleke (Molentje, of Molenzak), de Zaaitpan (Zoutkeet) en Blekerij waren beroerd. Veel huisjes hadden geen eigen toilet. Huishoudwater werd afgevoerd via open goten. Vensters ontbraken of waren klein, waardoor er van frisse lucht in de woningen geen sprake kon zijn.
De Tweede Wereldoorlog liet ook aan de Stenenwal sporen achter. Op 11 mei 1940, een dag na de kortdurende Slag om Maastricht, was door de Duitsers inderhaast een eerste noodbrug geslagen over de opgeblazen Sint Servaasbrug. Deze mocht echter alleen door de Duitse troepen worden gebruikt. De Maastrichtse bevolking in het zuidelijk deel van de stad moest in de weken daarna voor alle verkeer gebruik maken van een tijdelijke veerpont tussen de Wycker Waterpoort en het Stadspark, totdat drie maanden later de eerste noodbrug was vervangen door een verbrede en verzwaarde versie.
Na de oorlog kwam de sanering in Oud-Wyck sterker op gang. Vooral in de jaren 1970 en 1980 werd de stadsvernieuwing hier voortvarend aangepakt, waarbij soms gekozen werd voor het opknappen van vervallen panden en in andere gevallen voor het vervangen van complete huizenblokken door nieuwbouw. Aan de Stenenwal werden enkele monumentale panden door particulieren opgeknapt, maar het verpauperde buurtje tussen de huidige straten Waterpoort en Wycker Grachtje verdween vrijwel geheel onder de slopershamer. Alleen enkele panden aan de noordzijde van het Ruiterstraatje, tegenwoordig Ruiterij, werden gespaard.
Begin jaren 1970 werden plannen gepresenteerd om het stadsdeel Wyck een impuls te geven door aan de zuidzijde van de Stenenwal een hotel te bouwen, dat een duidelijke afbakening zou vormen tussen de historische bebouwing van Wyck en het industrieterrein van de Société Céramique. De meeste panden in deze buurt waren in het kader van de krotopruiming al gesloopt. Architect Arno Meijs slaagde erin het nieuwe hotel succesvol in te passen in het stedelijk weefsel. Bij het plaatsen van de 'mei' op 26 november 1976 sprak wethouder A.P. Dols van Openbare Werken over "een heuglijke dag voor Wyck en Maastricht" en noemde hij de hotelvestiging "een voortrekker van de te rehabiliteren panden in Wyck". In september 1977, drie maanden voor de officiële opening, ontving Hotel Maastricht zijn eerste gasten. Met 112 kamers was het meteen het grootste hotel van Maastricht. Na uitbreidingen in 1990 en 2019 telt het hotel - thans Crowne Plaza Maastricht geheten - 174 kamers.
In 1958 fuseerde de Société Céramique met de N.V. De Sphinx v/h Petrus Regout & Co.. Het nieuwe bedrijf, N.V. Sphinx-Céramique geheten, vanaf 1960 N.V. Koninklijke Sphinx, telde vierduizend werknemers. Aanvankelijk werd er nog wel geïnvesteerd in het fabriekscomplex te Wyck, maar na enkele jaren werd de productie geleidelijk verplaatst naar de hoofdvestiging aan de Boschstraat. Op het fabrieksterrein in Wyck waren daarna nog enige jaren de filterzakjesfabriek Filtropa en de kaarsenfabriek Randwyck actief. In 1988 werd het Céramique-terrein verkocht aan de gemeente Maastricht, die het de bestemming gaf van woon- en werklocatie. Ten zuiden van Hotel Maastricht verrees in de jaren 1990 de wijk Céramique, waarbij ook de Stenenwal en de omgeving van de Ruiterij een opknapbeurt kregen.
Anno 2021 functioneert de Stenenwal deels als pittoreske wandelroute voor bezoekers van Wyck en Céramique, deels als doorgaande fietsroute tussen de binnenstad en de kantoren- en universiteitswijk Randwyck. Door de groei van zowel het toerisme, als het fietsverkeer in Maastricht, is de straat een stuk drukker geworden dan voorheen.

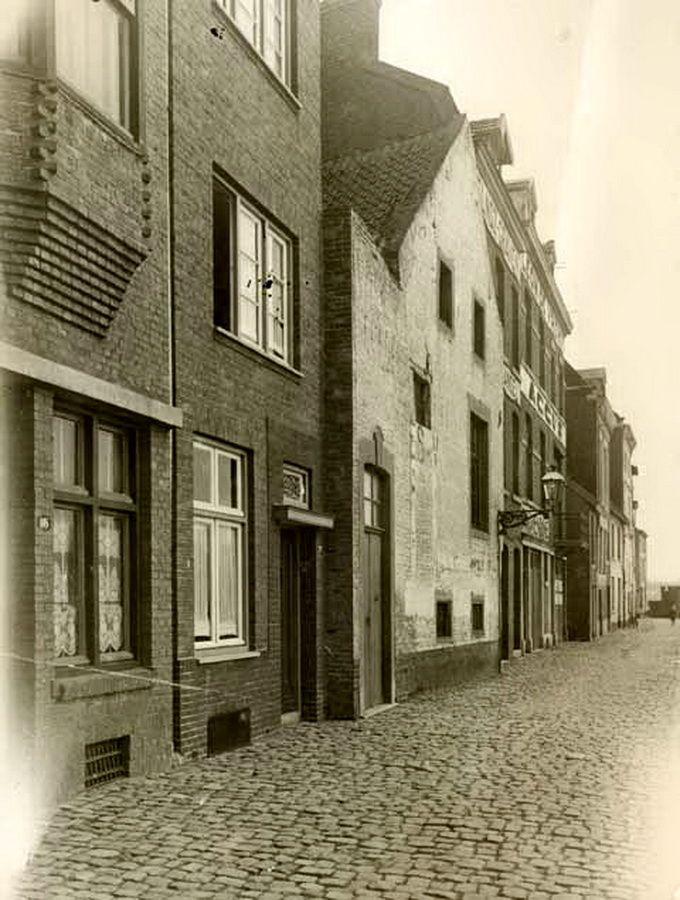
Stenenwal 16 en hoger, 1935
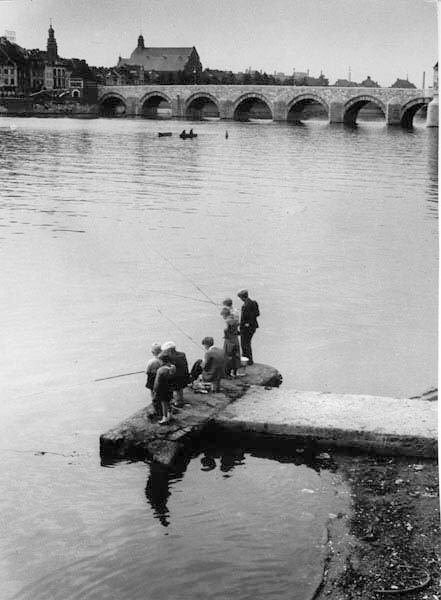
Vissers op een steiger bij de Wycker Waterpoort, ca. 1935
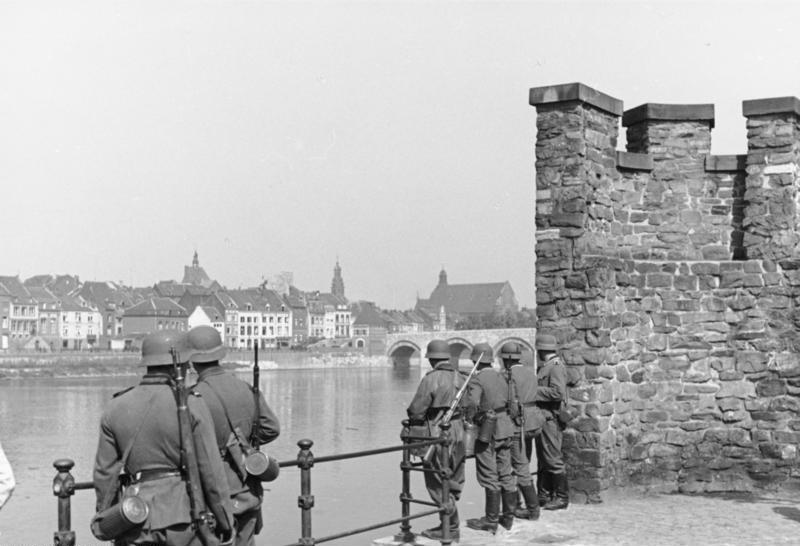
Duitse militairen bij de Wycker Waterpoort, 10 mei 1940
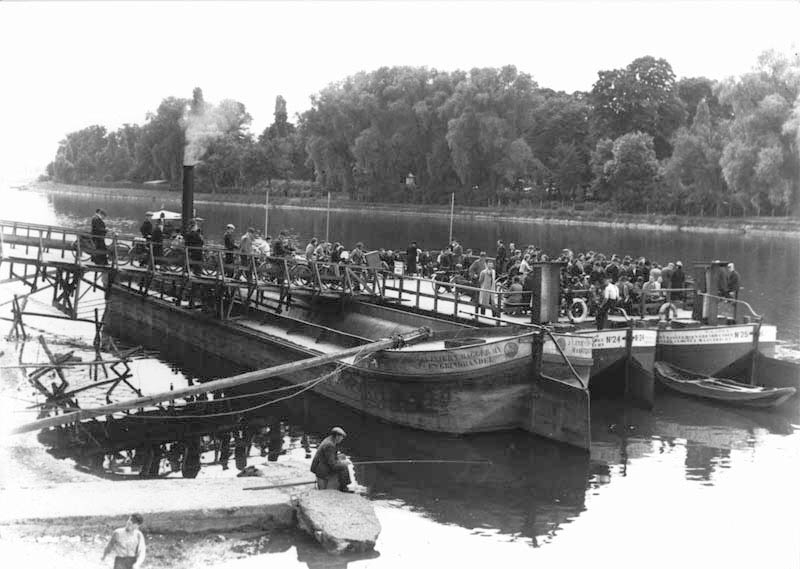
Tijdelijke veerpont Waterpoort-Stadspark, mei 1940
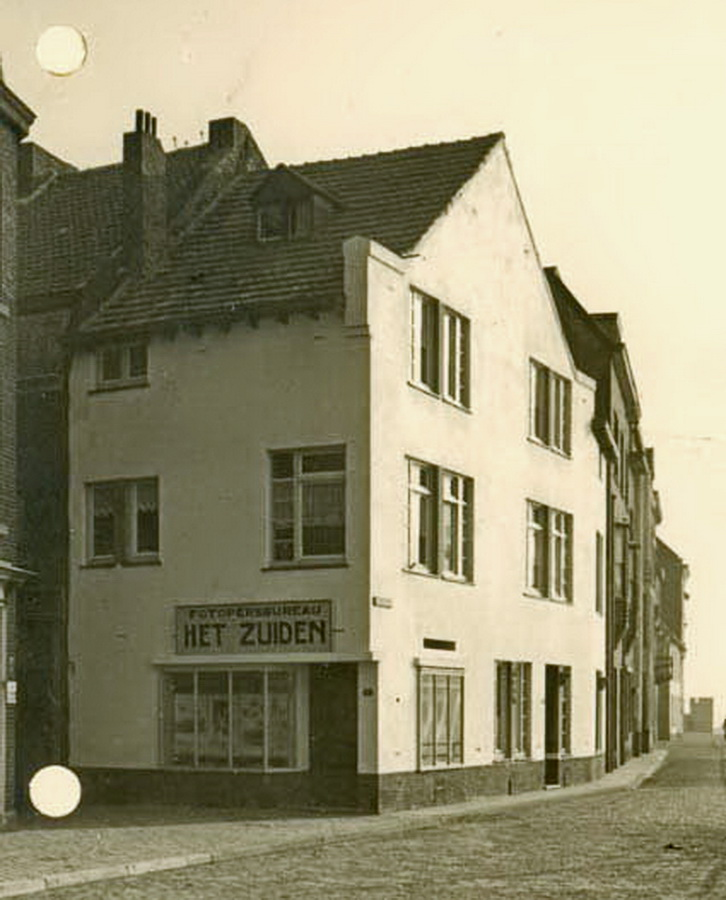
Hoekhuis Stenenwal-Wycker Smedenstraat: Fotopersbureau Het Zuiden, 1960
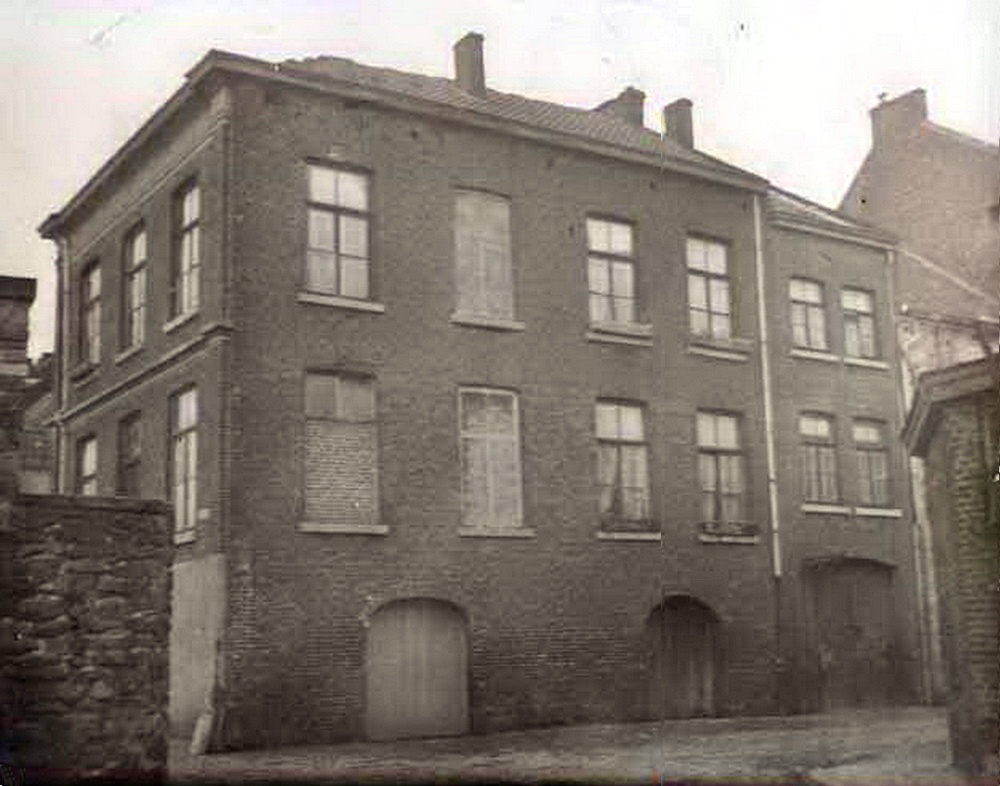
Hoekhuis Stenenwal-Waterpoort (straat), 1960
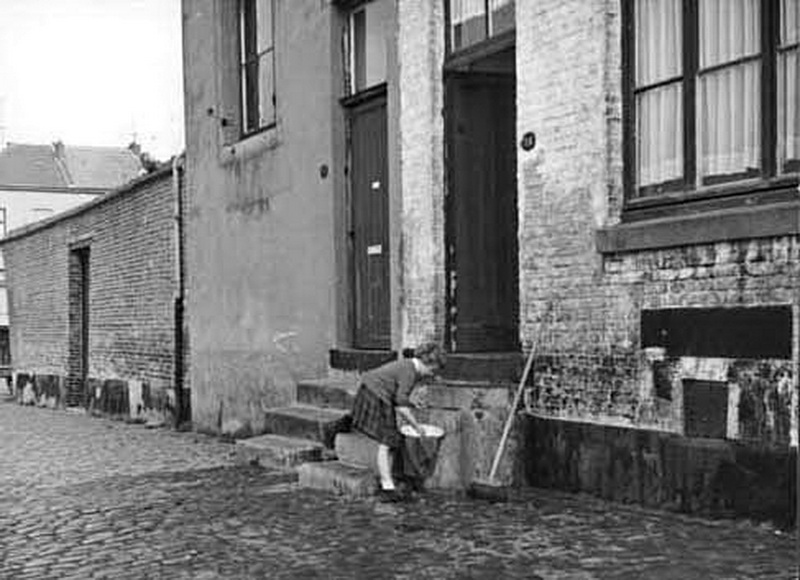
Stenenwal 35-36: te slopen huizen, 1961
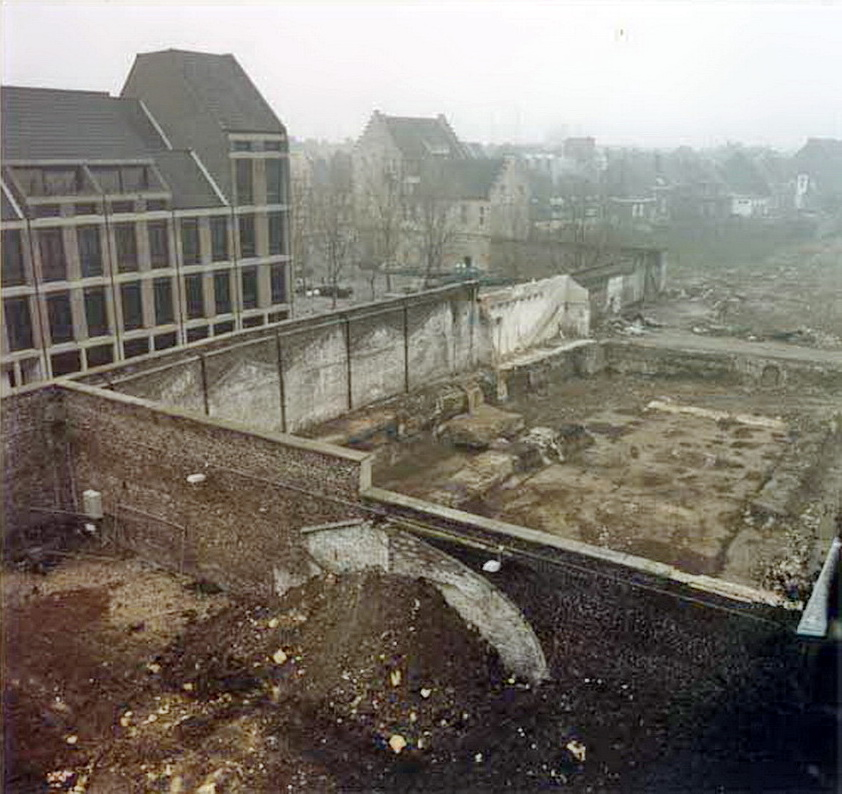
Sloopwerkzaamheden Céramique-terrein, ten zuiden van Hotel Maastricht, 1991

## Cultuurhistorisch erfgoed
Van de middeleeuwse bebouwing aan de Stenenwal is, behalve de restanten van de stadsmuur, niets bewaard gebleven. Veel historische huizen zijn in de negentiende of twintigste eeuw vervangen door nieuwbouw. Met name het zuidelijk deel heeft daardoor een moderne uitstraling. Aan de kade bevinden zich enkele kunstwerken, waaronder een historische gevelsteen en een moderne fontein.

### Stadsmuur

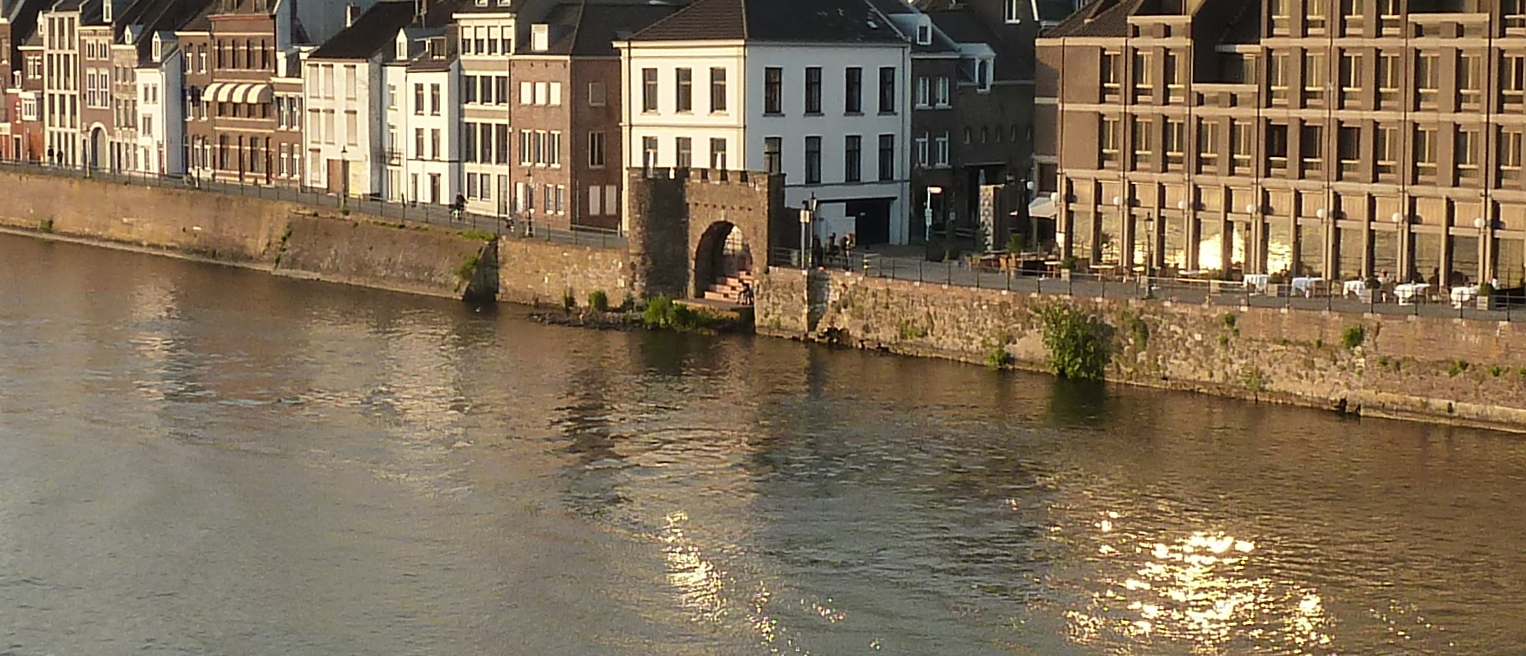
De kademuur van de Stenenwal, vanaf de Hoge Brug. In het midden de Waterpoort

De veertiende-eeuwse stadsmuur langs de Maas is ten dele bewaard gebleven, hoewel gereduceerd in hoogte en vele malen hersteld. De oorspronkelijke muur had dezelfde hoogte als de herbouwde Waterpoort, de kantelen niet meegerekend.
De Wycker Waterpoort bestaat uit een dikke muur van kolenzandsteen met een rondbogige poortopening. De poort is in 1897 herbouwd naar een ontwerp van Pierre Cuypers met torenachtige aanbouwsels en kantelen. In de poortopening bevindt zich sinds 2007 een trap van rode natuursteen, die eindigt in een uitzichtplatform, dicht bij het wateroppervlak. Enkele meters ten zuiden van de poort is een trap in de kademuur aangebracht, vermoedelijk in de tijd van de Cuypers-restauratie. Nog verder naar het zuiden is een tweede, dichtgemetselde poterne in de kademuur te herkennen, de 'Poort van Clermont', die rond het midden van de negentiende eeuw door de aardewerkfabriek van Clermont & Chinay werd gebruikt om grondstoffen voor de fabriek per schip aan te voeren en producten af te voeren.
Van de Maaspunttoren is slechts het onderste deel middeleeuws. De rest dateert uit 1911-1913 toen de torenstomp werd gerestaureerd en aangevuld. De ongeveer 1 meter dikke muur is opgetrokken uit kolenzandsteen en is aan de stadszijde open. Aan de binnenzijde loopt een stenen trap tot aan de oorspronkelijk aanwezige bovenverdieping. Langs deze trap bevinden zich schietgaten, die aan de binnenzijde breed en aan de buitenzijde smal zijn. Aan de zuidzijde van de toren staat nog een stuk stadsmuur met schietgaten, deels verzwaard met mergelblokken. Van de nabijgelegen Recentoren zijn omstreeks 1990 de fundamenten blootgelegd, die ingebed zijn in het ontwerp van het Charles Eyckpark.

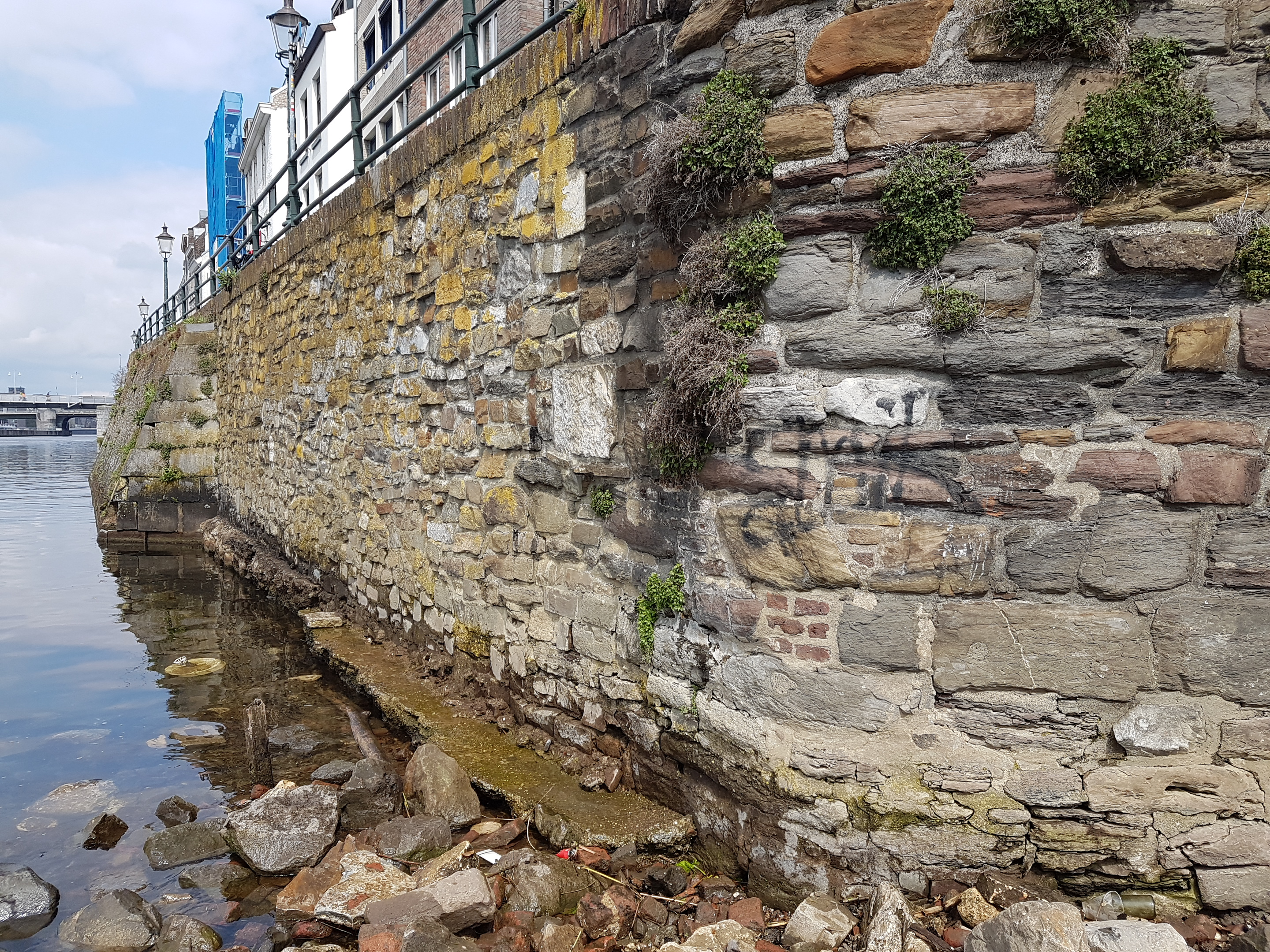
Kademuur ten noorden van de Waterpoort
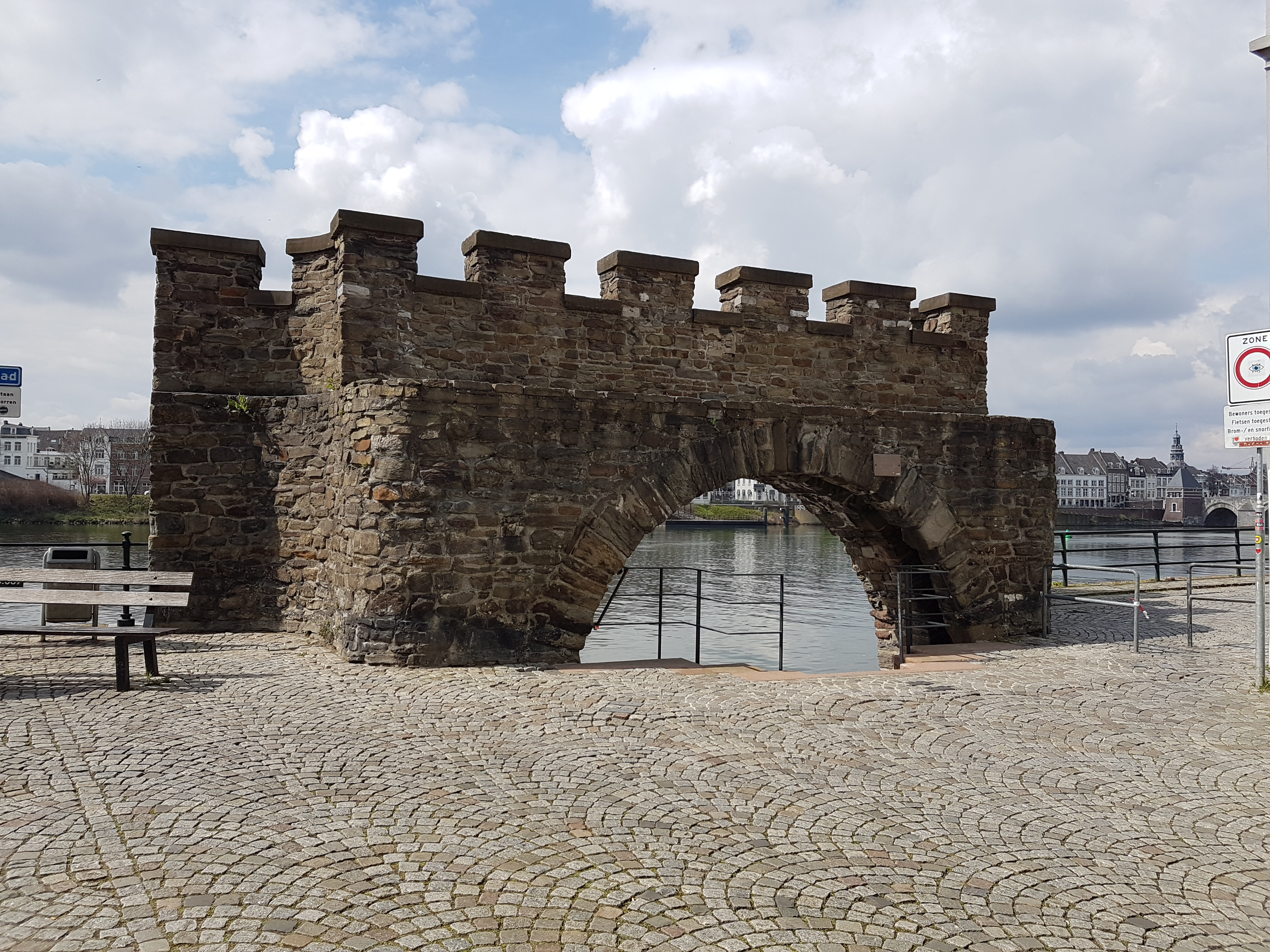
Wycker Waterpoort
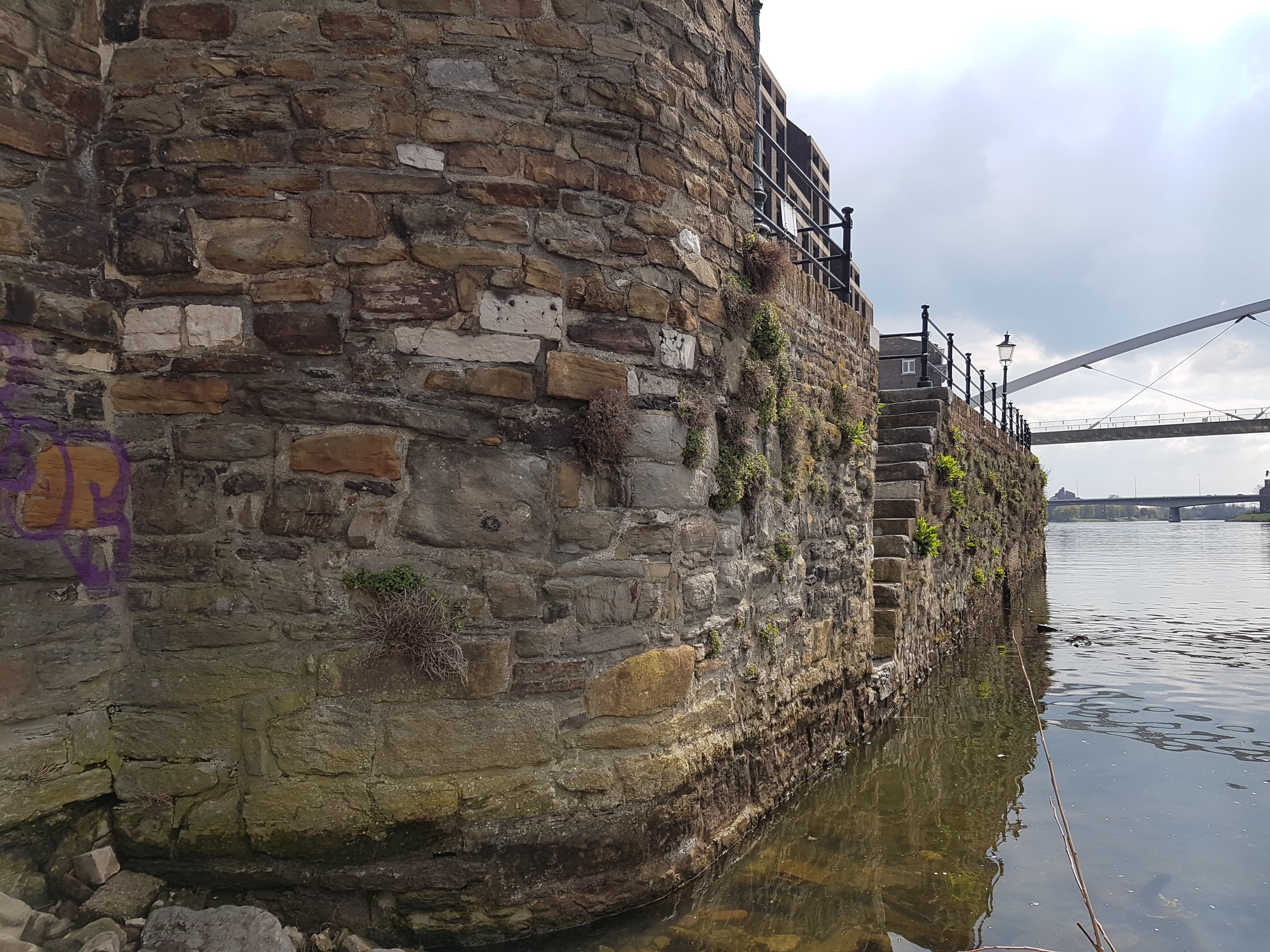
Kademuur en trap ten zuiden van de Waterpoort
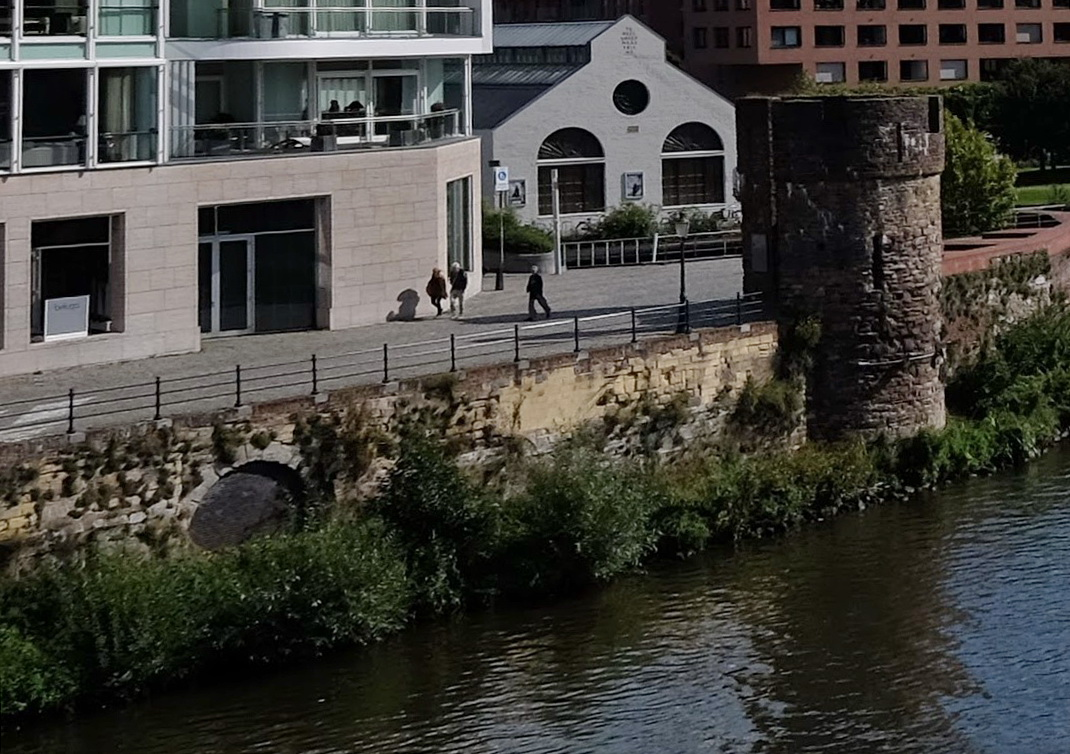
Dichtgemetselde 'Poort van Clermont' en Maaspunttoren

### Noordelijke bebouwing (woonhuizen)
De bebouwing aan Stenenwal bestaat merendeels uit woonhuizen uit de negentiende en twintigste eeuw. De meeste huizen zijn opgetrokken in rode of bruine baksteen, soms wit geverfd of gepleisterd. Enkele gevels tonen horizontale banden en lijsten van Naamse steen, soms met versierde sluitstenen boven de segmentbogige vensters, in een enkel geval met hoofdgestel en gebeeldhouwde consoles. Drie panden hebben de status van rijksmonument (nrs. 23, 24 en 25); twee zijn gemeentelijke monumenten (nrs. 18 en 27). Sommige markante panden, zoals het bijna vrijstaande huis aan de Kaleminkstraat, Stenenwal en Waterpoort, hebben geen beschermde status.

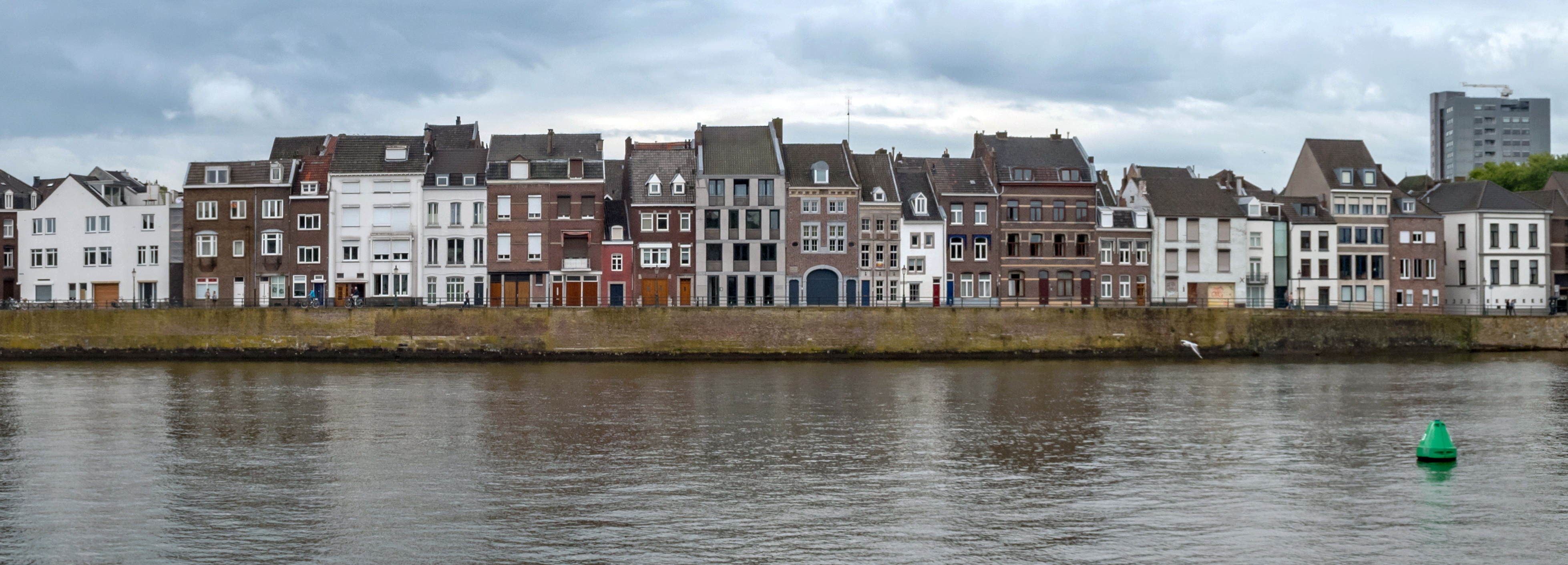
Bebouwing noordelijk deel Stenenwal

Stenenwal 18 is gebouwd in 1927 naar een ontwerp van architect J. Bollen. Het modernistisch ogende pand heeft een wit gepleisterde gevel die geflankeerd wordt door halfronde kolommen, die, met de geprofileerde daklijst, de gevel omranden als een schilderijlijst. Het huis heeft vier verdieping. Op de begane grond bevindt zich onder een betonnen luifel de dubbele ingangspartij. Rechts daarvan strekt een erker zich uit over twee verdiepingen met daarboven een balkon. De hoeken van de erker zijn afgerond en corresponderen daardoor met de gevelkolommen. Het betreft een gemeentelijk monument, even als het verderop gelegen nr. 27, een dubbel woonhuis uit 1904 met een sobere eclectische voorgevel met een zadeldak, waarin twee dakkapellen zijn aangebracht. De enige versiering wordt gevormd door de gestucte horizontale banden.
Van de drie naast elkaar gelegen rijksmonumenten in dit deel van de straat, is nr. 23 het grootst. De gevel is waarschijnlijk zeventiende-eeuws (volgens de gevelsteen uit 1700, maar deze is van elders afkomstig; zie hieronder) en eindigt in typisch Maaslandse renaissancestijl in een hoofdgestel met consoles. Op de begane grond bevinden zich twee rondboogingangen in geprofileerde omlijstingen van Naamse steen met geprofileerde deklijst. Tussen deze ingangen is na 1966 een grote poort aangebracht, mogelijk naar een ouder voorbeeld. Op de eerste verdieping bevinden zich twee vensters met kruiskozijnen van Naamse steen. Deze worden geflankeerd door twee ovale oculusvenstertjes. Op de tweede verdieping bevinden zich twee tweelichtvensters, eveneens met een omlijsting van Naamse steen. Het ernaast gelegen pand Stenenwal 24 dateert uit het eerste kwart van de achttiende eeuw en is een laat voorbeeld van Maaslandse renaissance met hardstenen kozijnen (waarvan de kruiskozijnen zijn weggebroken), horizontale profiellijsten en verticale banden. Opvallend zijn de decoratieve muurankers boven de begane grond. Het kleine zeventiende-eeuwse pand ernaast (nr. 25) heeft een asymmetrische gevelopbouw met op de eerste verdieping een klein tweelichtvenster van Naamse steen en daarboven twee vensters. De begane grond is later sterk gewijzigd.

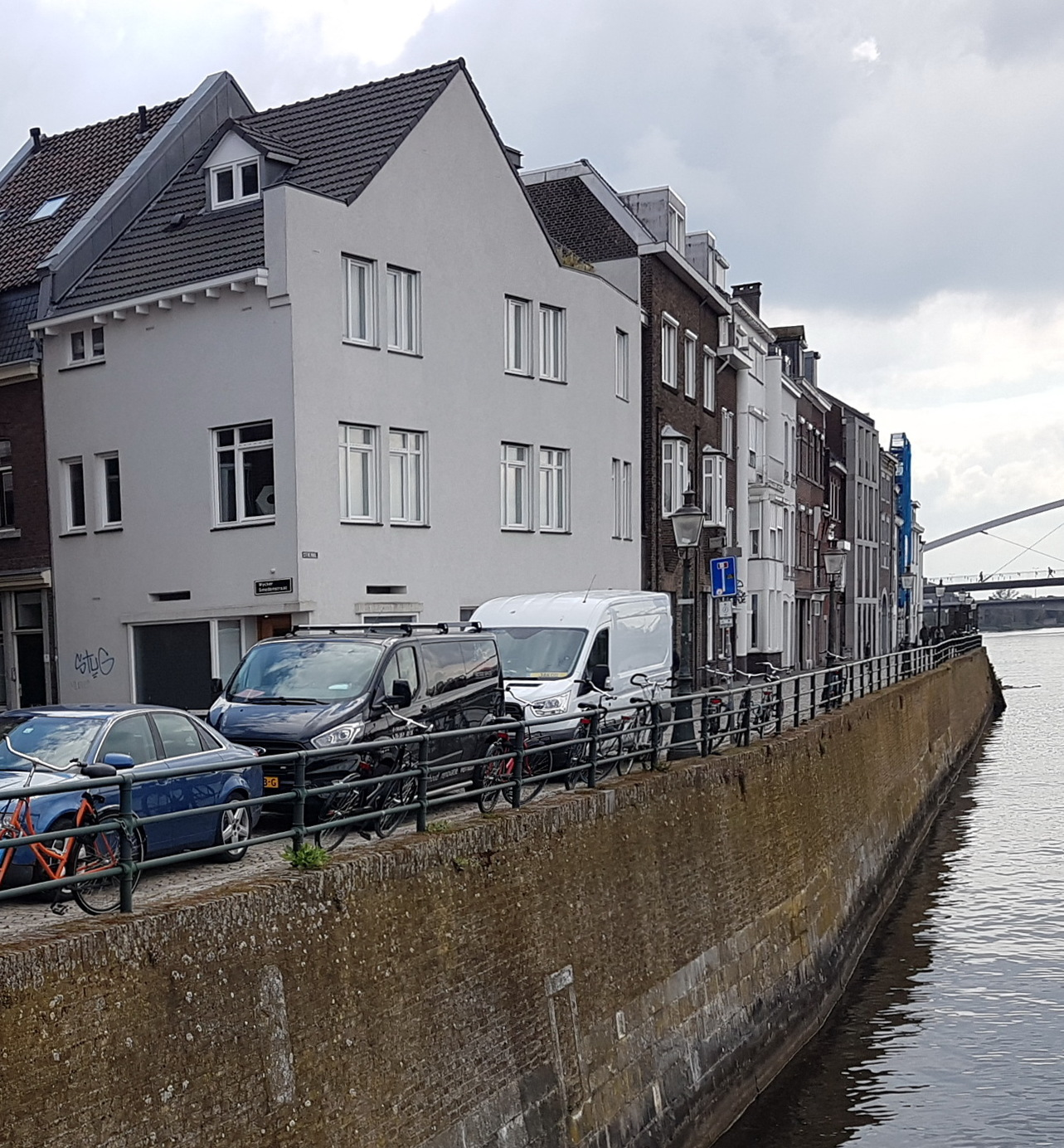
Hoek Wycker Smedenstraat
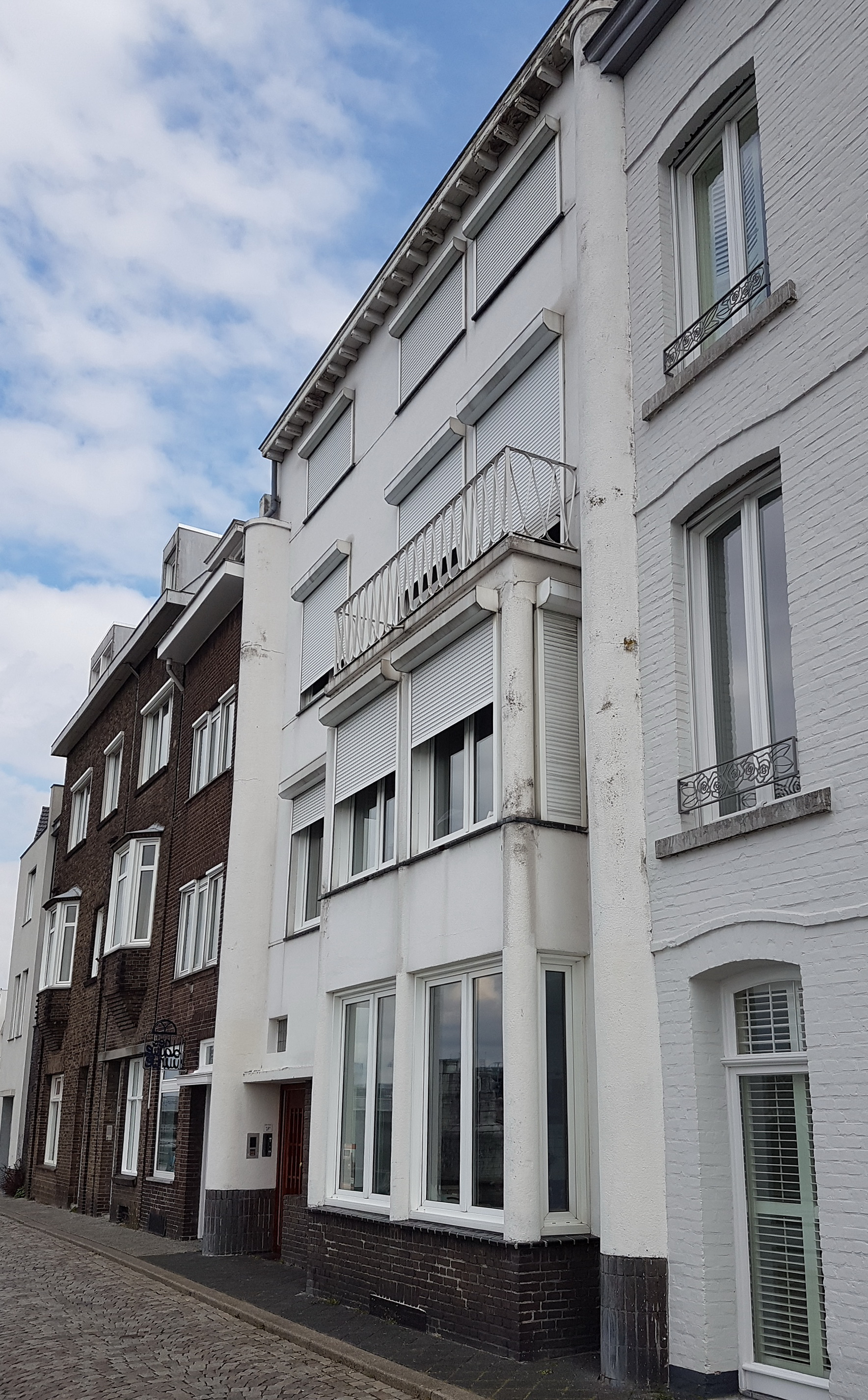
Stenenwal 18
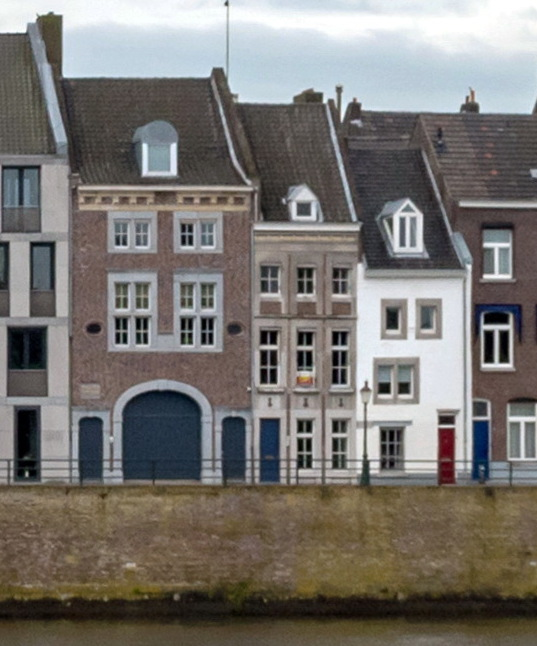
Nrs. 23 t/m 25
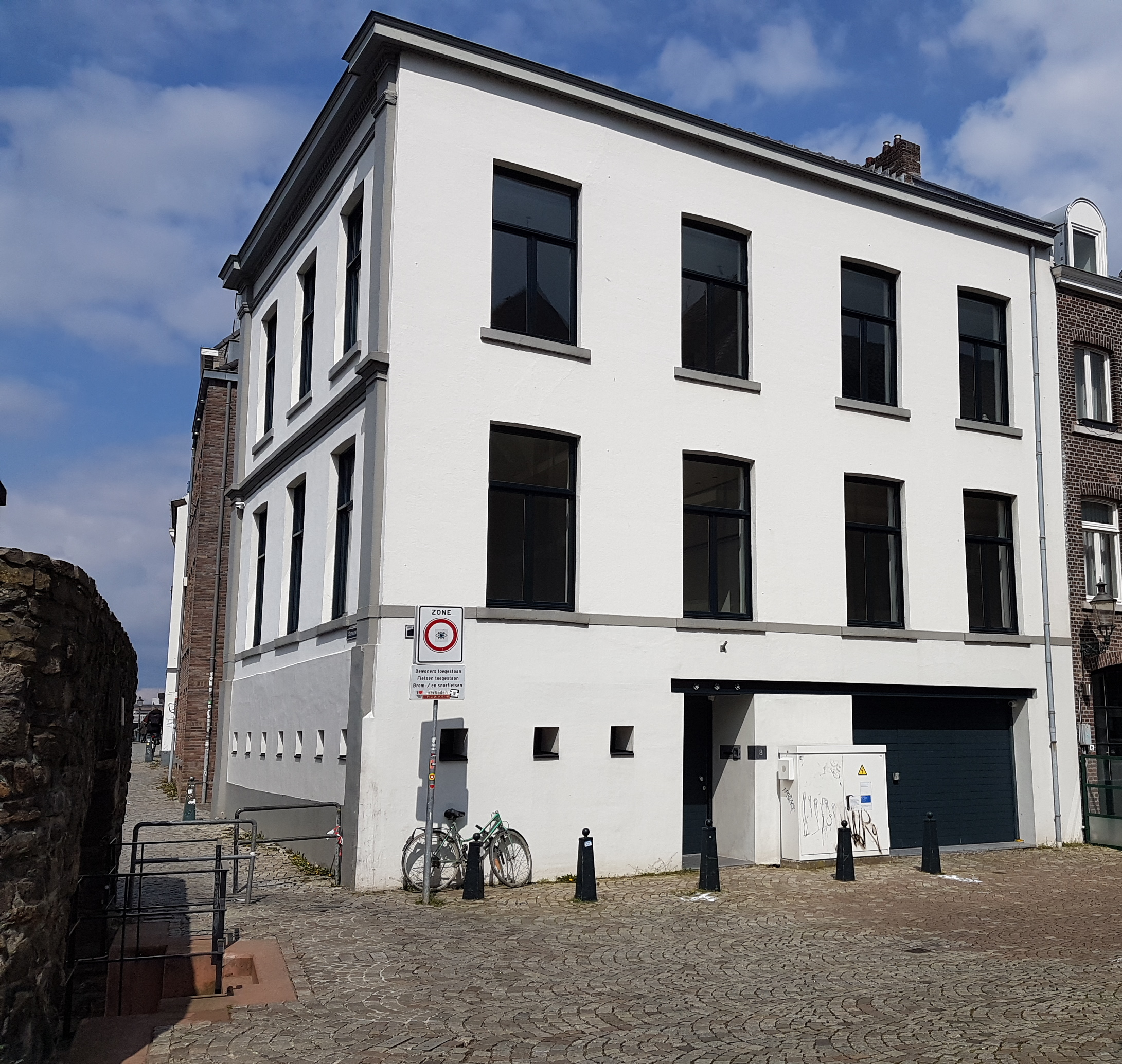
Hoekpand Waterpoort

### Zuidelijke bebouwing (hotel, appartementen, brug)
Hotel Maastricht (Crowne Plaza Maastricht) werd in 1976 door de Maastrichtse architect Arno Meijs ontworpen in een typisch Maastrichtse bouwstijl, die wel wordt aangeduid als 'pseudo-Maaslands', vanwege de overeenkomsten met de Maaslandse renaissance. Door het aanbrengen van geledingen in de gevelvlakken oogt het geheel minder massaal en voegt het hotel zich moeiteloos tussen de bestaande bebouwing. Typerend voor de stijl is ook het zichtbaar laten van de met metselwerk opgevulde betonconstructie, even als de hoog opgaande lessenaarsdaken. De nieuwbouw uit 1998, deels ontworpen door Meijs, deels door Coenen, grenst aan de Ruiterij en Plein 1992. Aan de kant van de Stenenwal wordt deze vleugel deels aan het oog onttrokken door een bakstenen tuinmuur. Bij deze muur en de aangrenzende 'Villa' Jaunez, beide met hoofdadres Ruiterij 1, bestaat onduidelijkheid over de correcte benaming van de straat waaraan ze gelegen zijn, Stenenwal of Maaspuntweg.

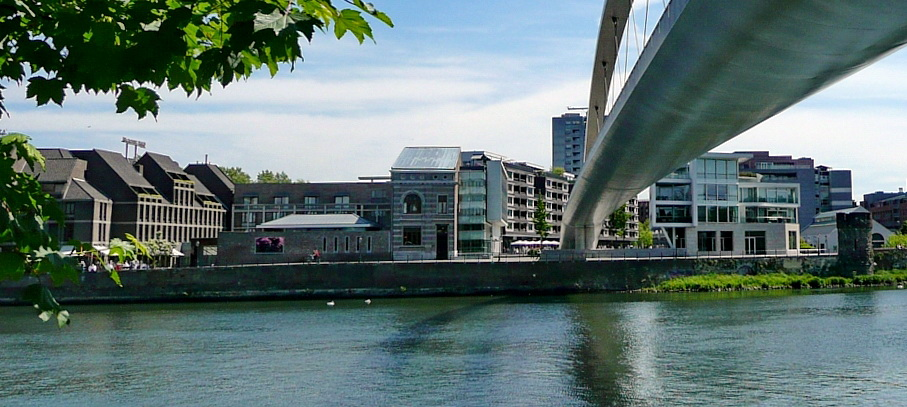
Zicht op de Wycker oever met v.l.n.r. Hotel Maastricht, Villa Jaunez, Hoge Brug, Maasappartementen en Maaspunttoren

Villa Jaunez is een laat-negentiende-eeuws, deels vrijstaand herenhuis. Het voormalige woonhuis van Société Céramique-directeur Victor Jaunez (1839-1916) en zijn gezin is in 1999 zowel uitwendig als inwendig sterk verbouwd naar plannen van Jo Coenen, waarna het een kantoorfunctie kreeg, als onderdeel van de eveneens door Coenen ontworpen Maaskantoren. In 2019 werd het opnieuw verbouwd tot luxe-appartementencomplex. De hoge voorgevel aan de Stenenwal-Maaspuntweg heeft een plint van grijze natuursteen en daarboven speklagen van natuur- en baksteen. Op de begane grond bevindt zich de entree met de oorspronkelijke dubbele paneeldeuren en een vierkant venster met ingebouwd rolluik. De eerste verdieping bevat een smal rechthoekig venster en een breed rondboogvenster met een hardstenen omlijsting, beide met glas-in-loodbovenlichten. Boven de kroonlijst met consoles bevindt zich een lage mezzanino met vijf kleine ronde vensters. Het vrij vlakke en met zink beklede lessenaardak is in 1999 vernieuwd.
De bakstenen tuinmuur van Villa Jaunez is aan de noordzijde voor een deel bewaard gebleven in de uitbreiding van het Crowne Plaza Hotel. Aan de zijde van de Stenenwal/Maaspuntweg bevinden zich in de muur vijf smalle vensteropeningen en een bredere doorkijk naar de binnentuin, alle met hardstenen omlijstingen. Aan de kant van het Wycker Grachtje bevindt zich een rondbogige poortopening met een gemetselde poortomlijsting. Een niet-historisch grachtje verbindt het huis aan de zuidzijde met de nieuwbouw aan Plein 1992, bestaande uit glazen vliesgevels en een wit gestucte luifel met stalen lamellen op slanke kolommen. Sinds 2019 maakt ook deze vleugel deel uit van het hotel.
De Hoge Brug (René Greisch, 2003) is een moderne, stalen boogbrug, waarvan de diagonale trekbanden elkaar paarsgewijs kruisen. De brug over de Maas is 261 m lang en bevindt zich circa 10 m boven de waterspiegel. Het hoogste punt van de boogconstructie ligt op 26 m boven de waterspiegel. De voetgangers- en fietsersbrug is vanaf de rechter Maasoever toegankelijk via een zogenaamde 'luie trap' (met extra lage treden) aan Plein 1992 en een glazen lift aan de Stenenwal/Maaspuntweg.
Tussen de brugaanlanding en de Maaspunttoren ligt het gebouw Maasappartementen (Jo Coenen, 2000), met op de begane grond het sterrenrestaurant Beluga Loves You en daarboven zes luxueuze appartementen. Het gebouw heeft een waaiervormige plattegrond, die zich opent naar de rivier, en een getrapte opbouw, waardoor ruime terrassen zijn ontstaan. De sokkel is bekleed met natuursteen; de overige gevels zijn wit gestuct met grote glazen puien. Aan de zuidzijde ligt een verdiept aangelegde patiotuin, die ondergronds verbonden is met het souterrain van het restaurant en die een fragment van de stadsmuur tussen Maaspunttoren en Recentoren omvat.

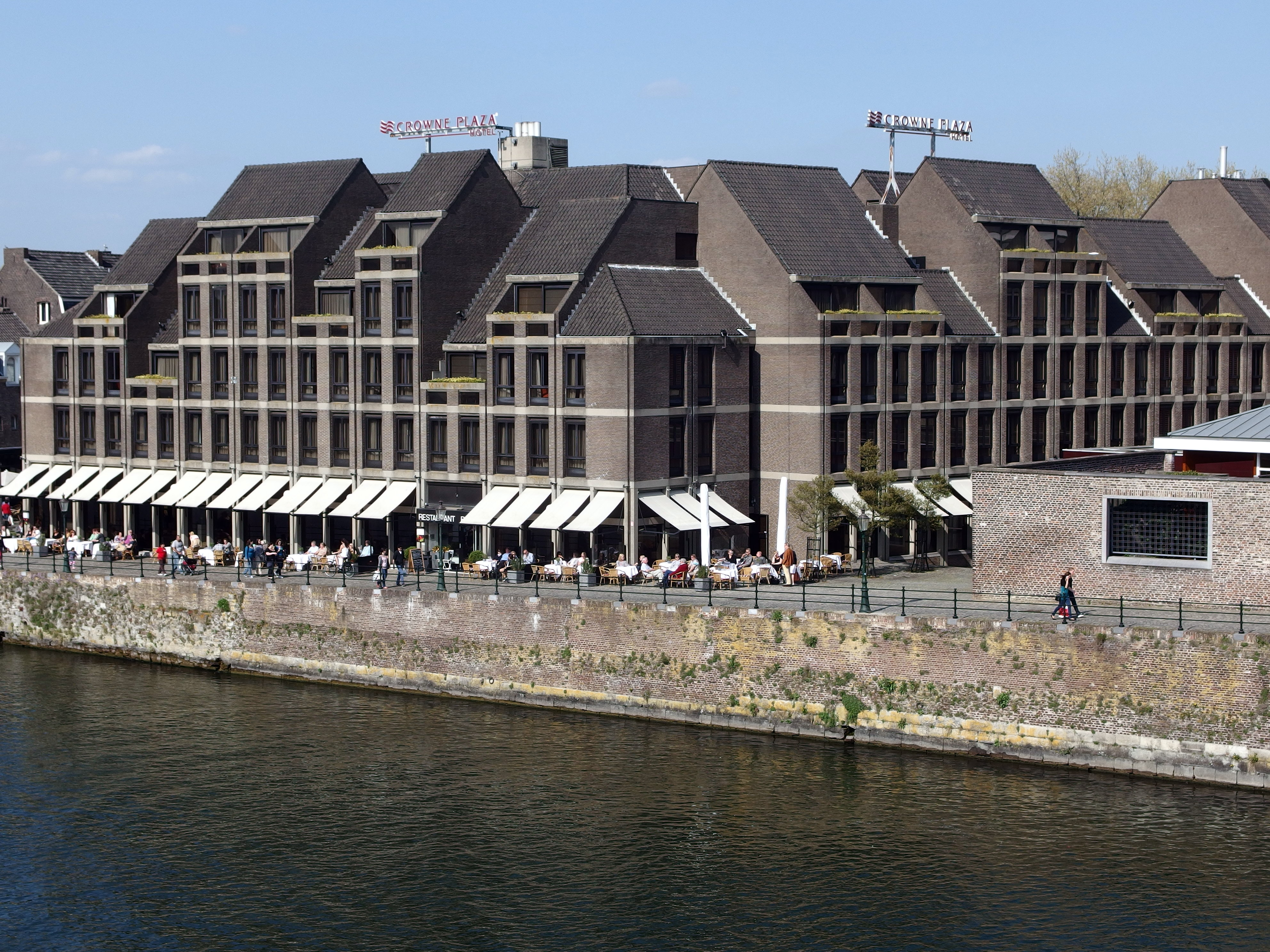
Hotel Maastricht
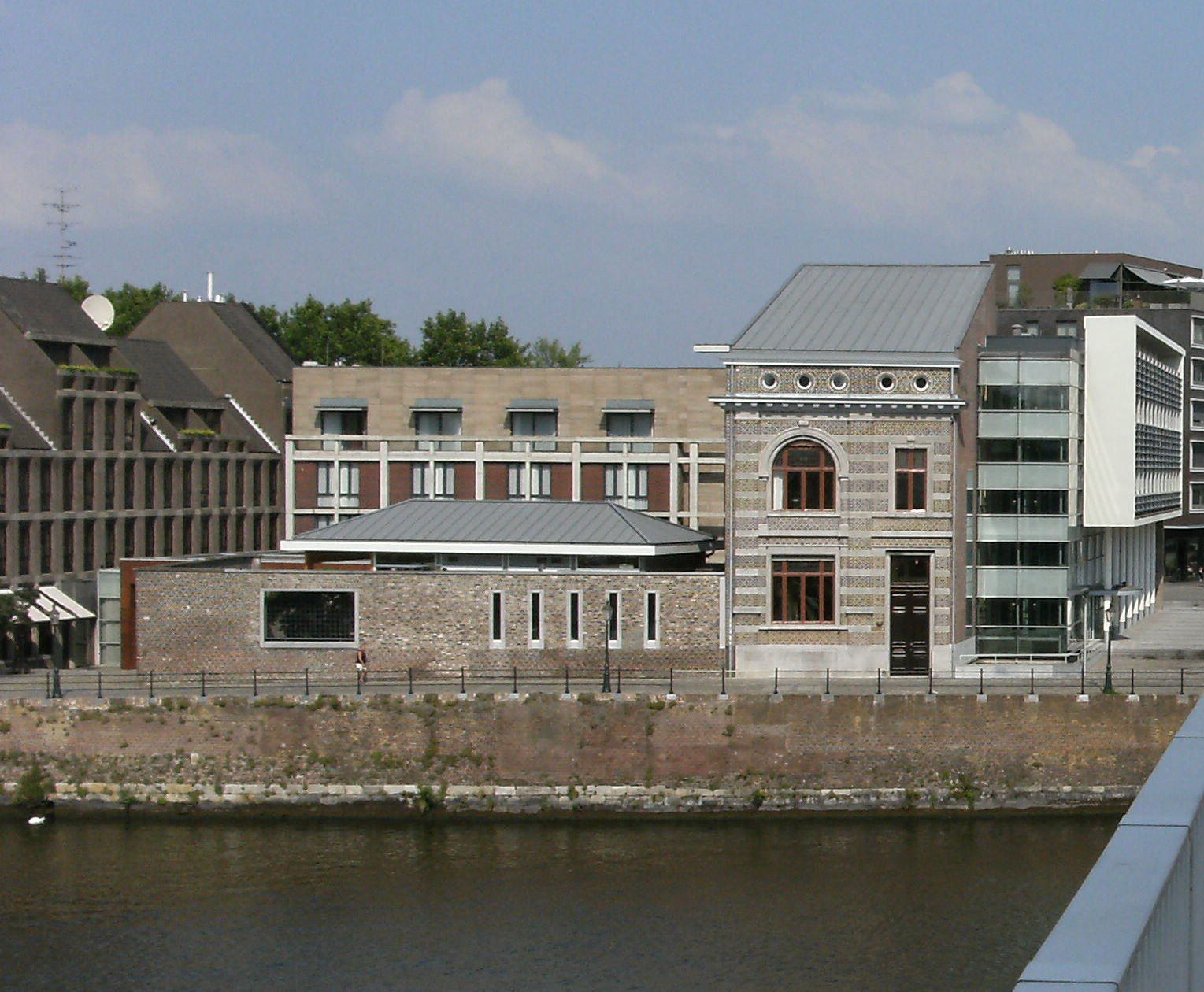
Villa Jaunez en tuinmuur
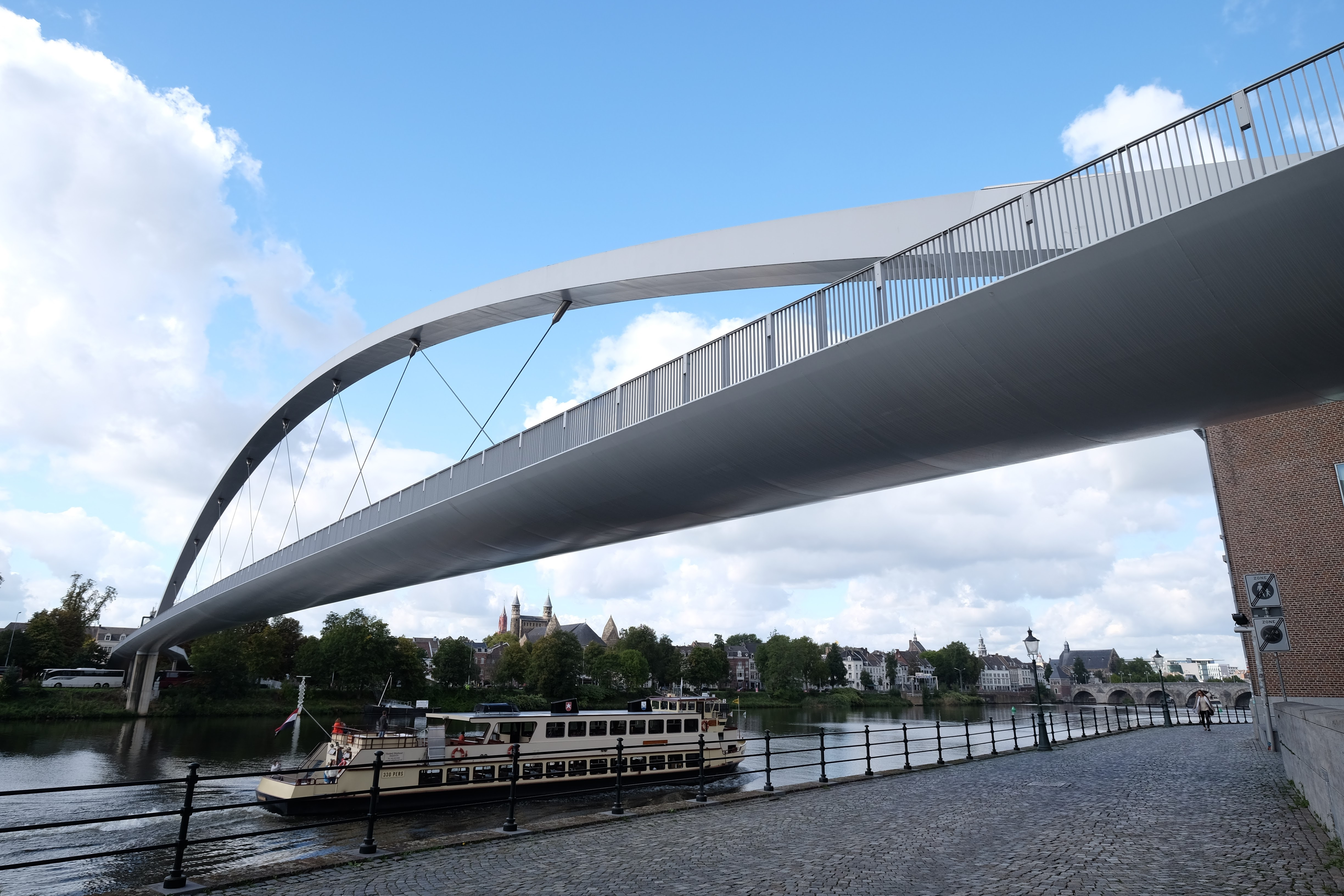
Hoge Brug
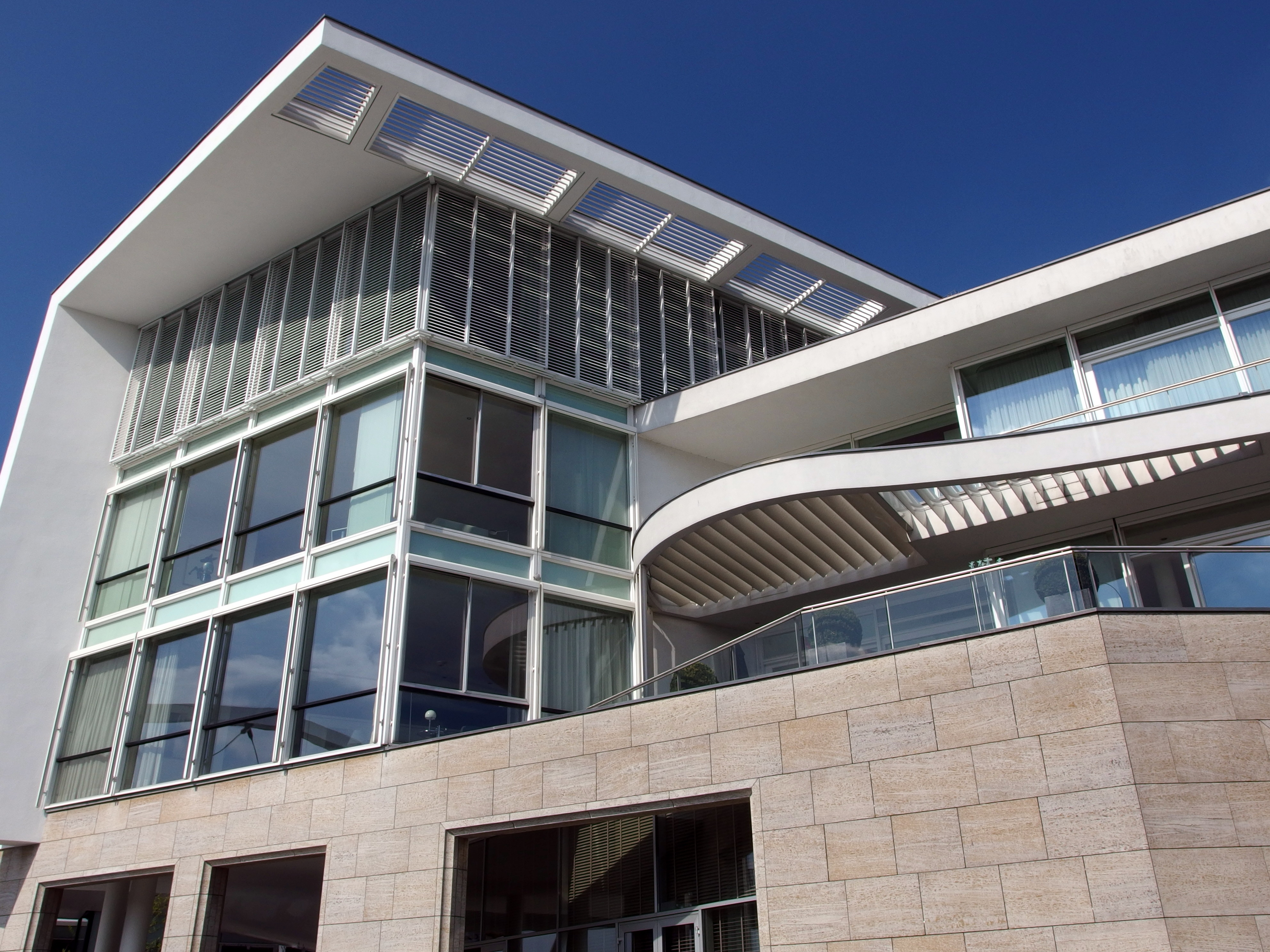
Maasappartementen

### Gevel- en gedenkstenen, kunst, straatmeubilair

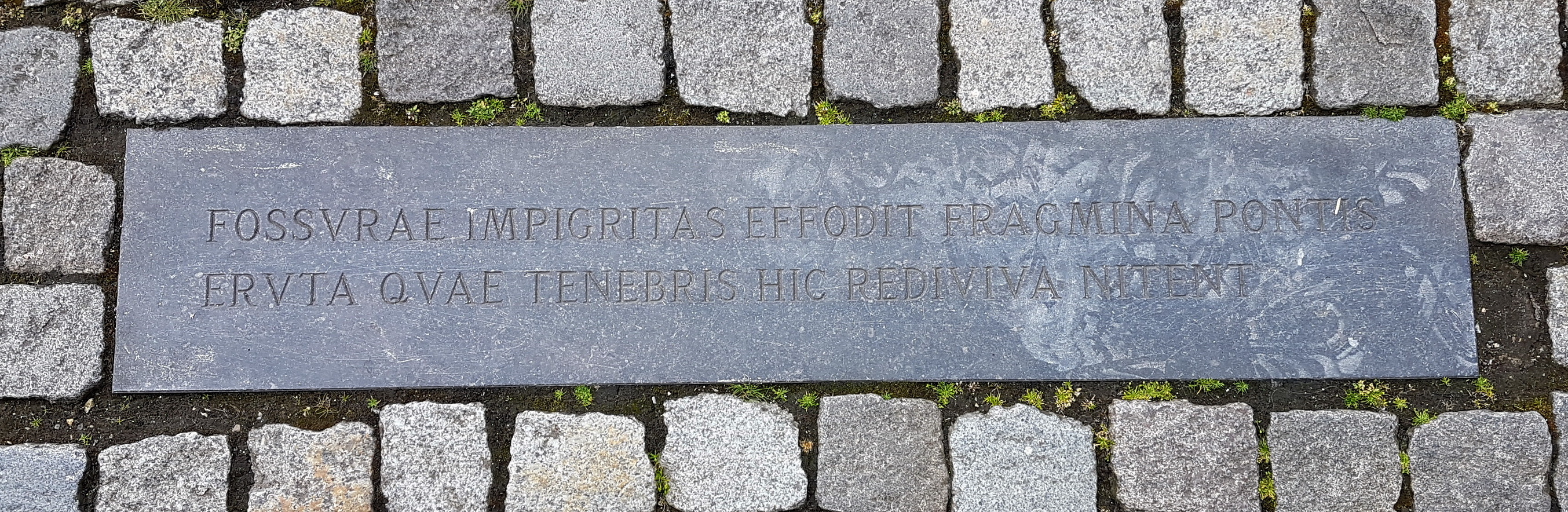
Plaquette Romeinse brug

Ter hoogte van Stenenwal 15, op de plaats waar de Romeinse brug aanlandde (maar dan enkele tientallen meters rivierwaarts; zie hierboven), bevindt zich in het plaveisel een hardstenen plaquette. De in het Latijn gestelde tekst is een vertaald gedicht van Frans Stoks. Het monumentje correspondeert met het grotere gedenkteken Pons Mosae op de linkeroever (Maasboulevard), dat bestaat uit een stalen zuil met een kopie van een in 1963 opgedregd Romeins sculptuur.
Op de dakgoot van Stenenwal 20, het kleinste huis aan de kade, bevindt zich een beeldje van een man die met een verrekijker over de Maas tuurt. Het betreft het in serie geproduceerde beeld Weltanschauungsmodell IB van de Duitse kunstenaar Ottmar Hörl en is daar waarschijnlijk door de huidige eigenaar van het pand geplaatst.
De gevelsteen van het rijksmonument Stenenwal 23 is pas in 2010 in deze gevel geplaatst, na een bijna honderdjarig verblijf in Echt. Wel is zeker dat de steen oorspronkelijk uit Maastricht afkomstig was, waarschijnlijk van het buurpand Stenenwal 21, ofwel van Rechtstraat 76, wat eertijds het hoofdadres van Stenenwal 21 was. De gerestaureerde en opnieuw geschilderde steen toont een stadsgezicht van Keulen en Deutz en het opschrift "IN DE STADT CEVLEN · 1700".
Bij de opening van Hotel Maastricht in 1977 werd een kunstwerk onthuld, dat op een pleintje bij de hoek Stenenwal-Waterpoort staat. De bijna 4 m hoge fontein is een ontwerp van Frans Gast en bestaat uit dikke platen aluminium, waarin diamantvormige uitsparingen zijn aangebracht.
De gietijzeren balustrade langs de kade dateert mogelijk uit de tijd van de verlaging van de stadsmuur. De antiek ogende straatlantaarns lijken niet origineel, als men ze vergelijkt met oude foto's.

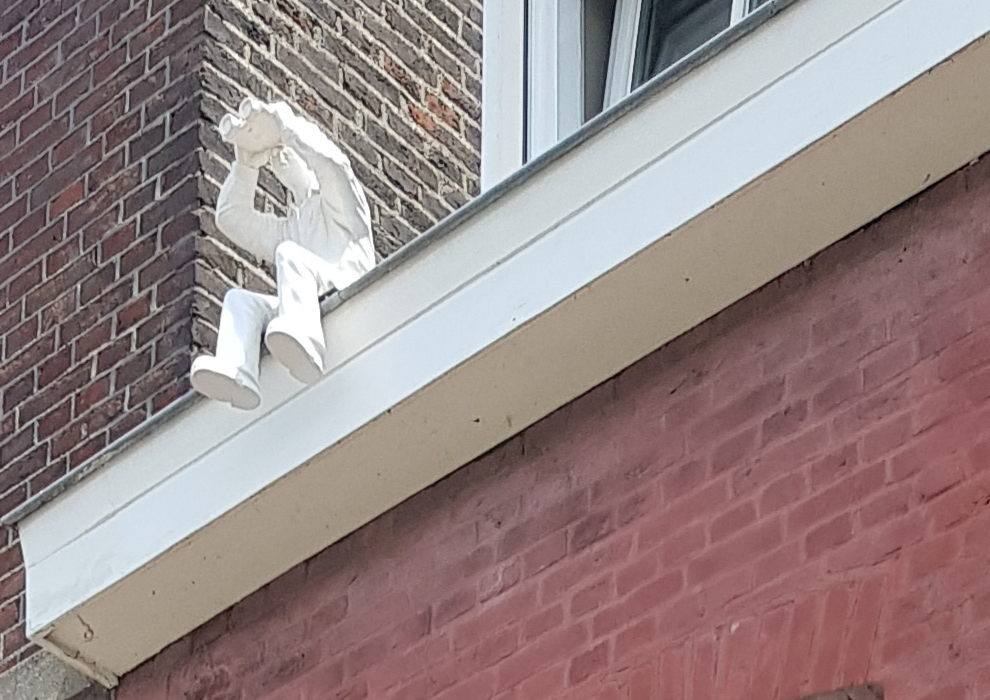
Beeldje Stenenwal 20
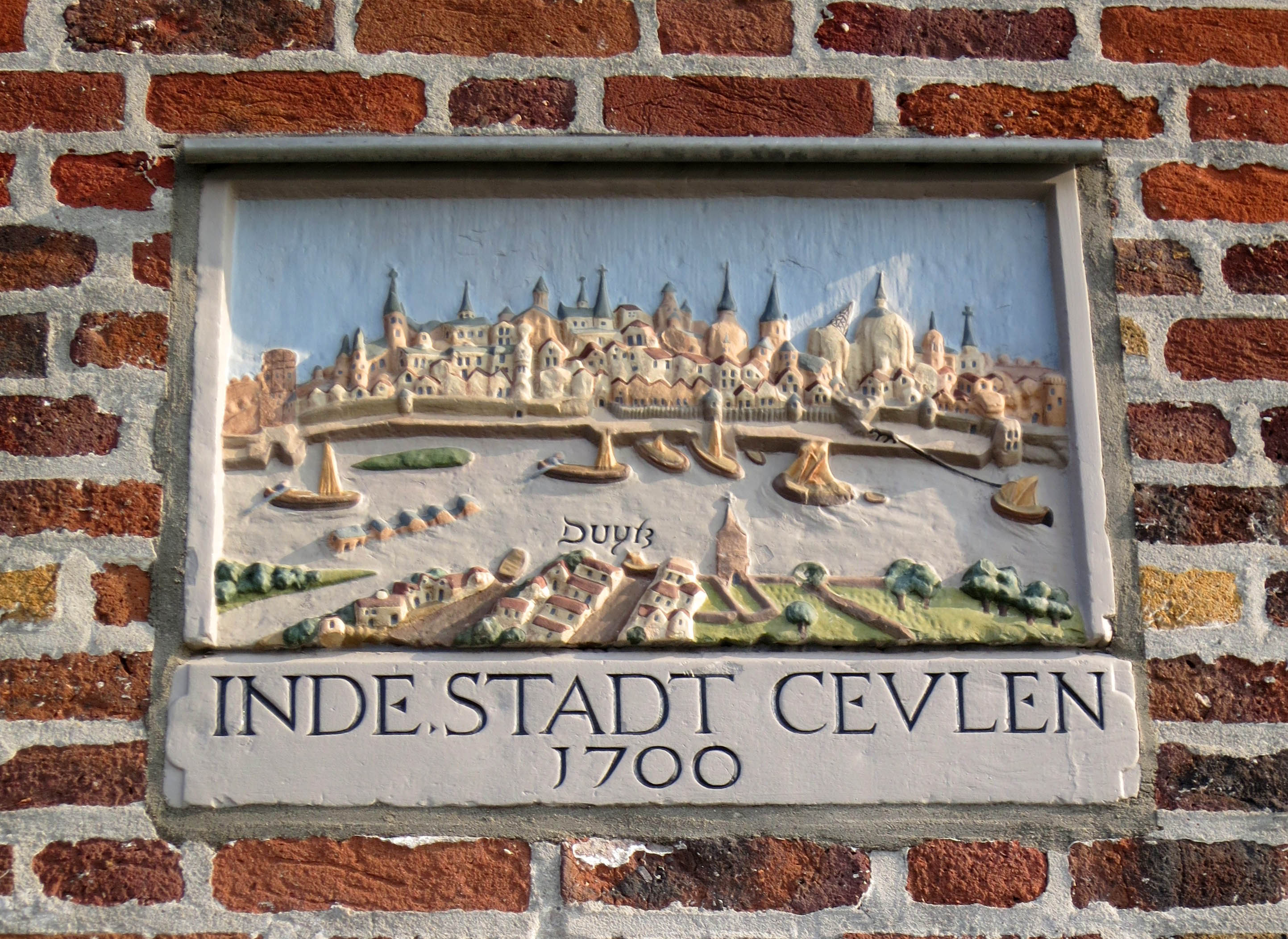
Gevelsteen Stenenwal 23
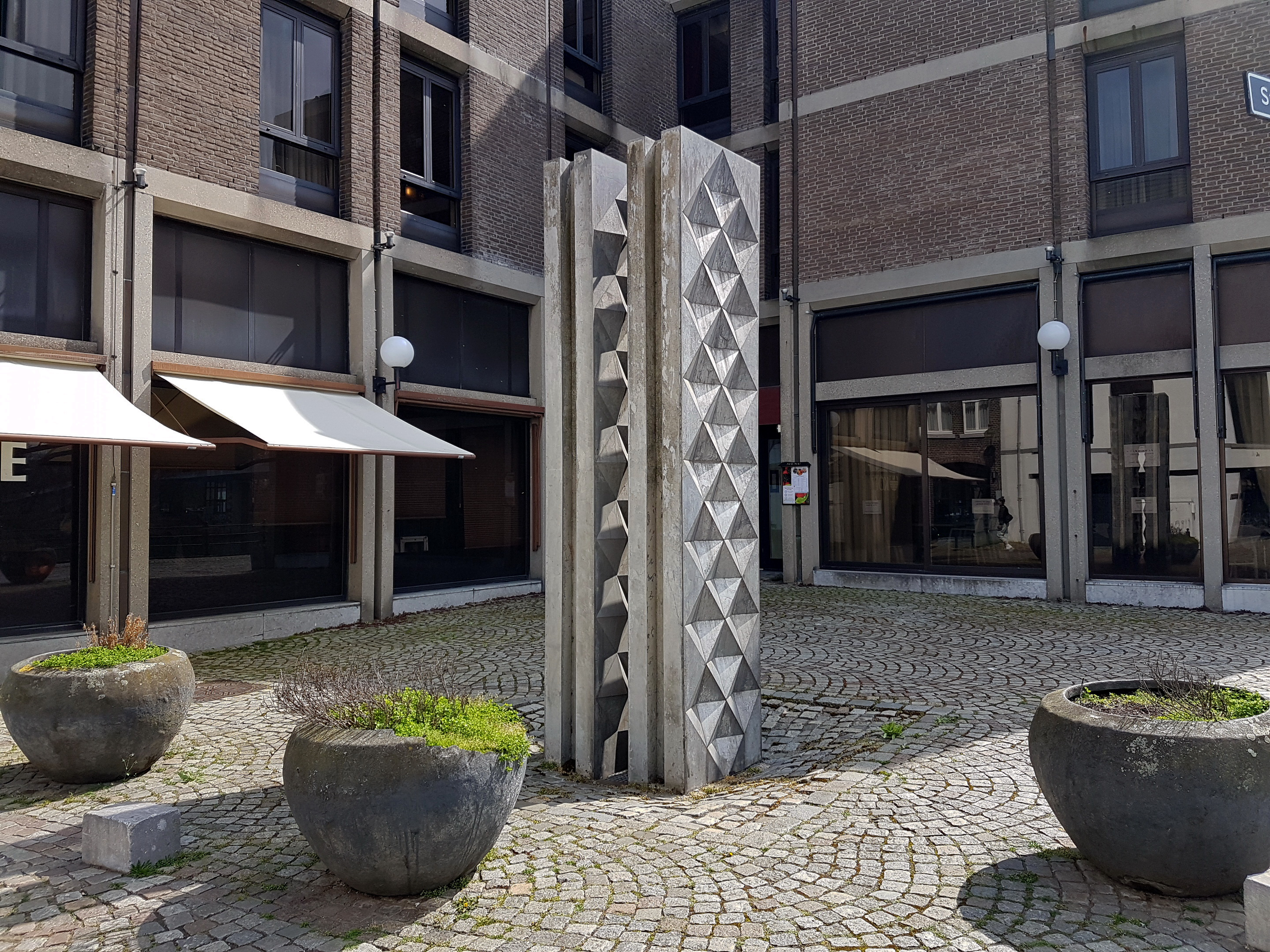
Fontein (Frans Gast, 1977)
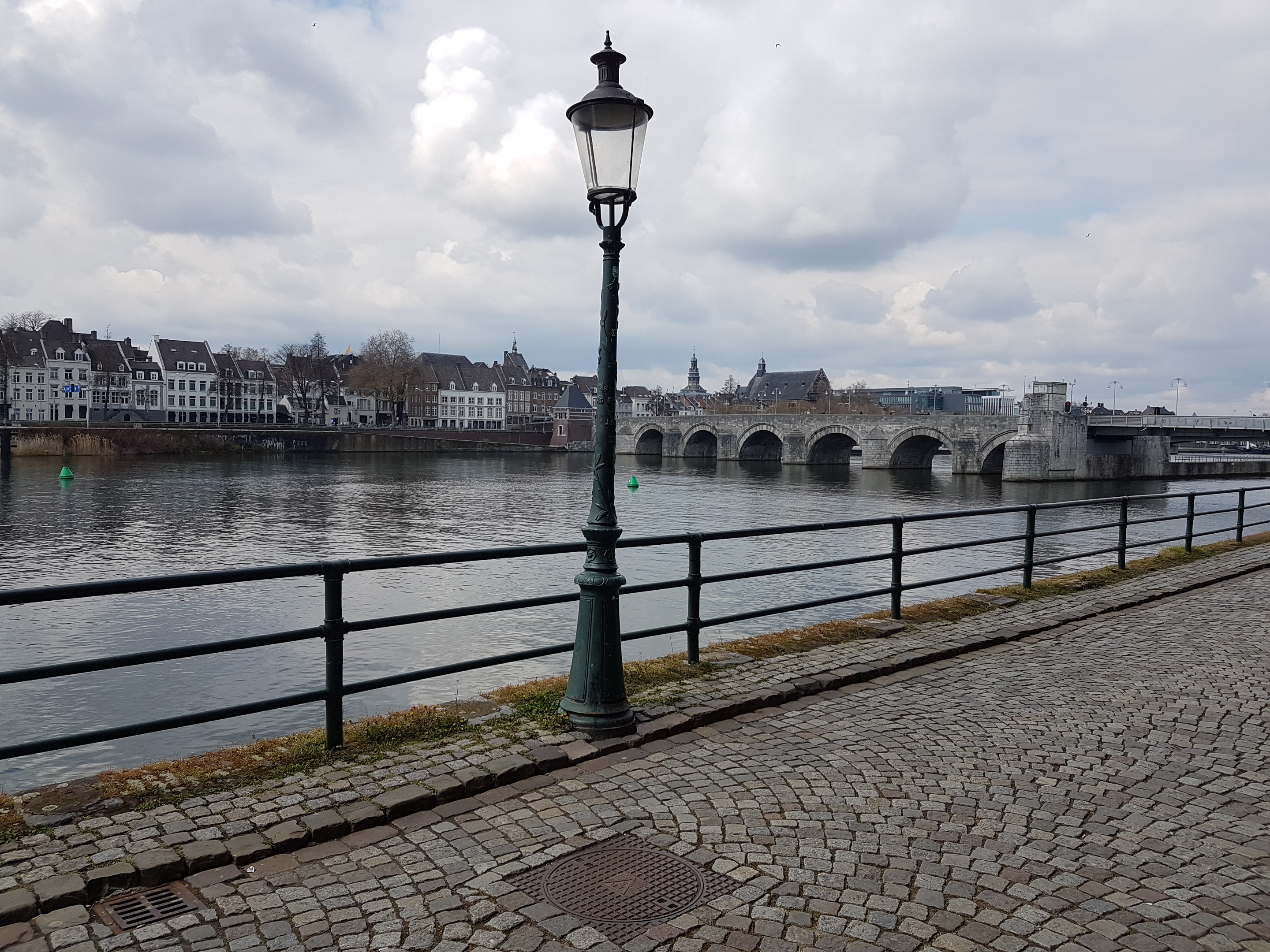
Balustrade en straatlantaarn